# Matrícula (automóviles)

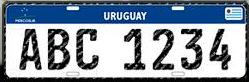
Ejemplo de matrícula del Mercosur en Uruguay desde 2015.

La matrícula, placa o patente de un automóvil es una combinación de caracteres alfabéticos o numéricos que identifica e individualiza el vehículo respecto a los demás; se representan en una placa metálica o de material plástico en la que se graban o adhieren de forma inalterable los caracteres.
En la mayoría de los países, los automóviles, así como los demás vehículos de una cilindrada de motor mínima, deben llevar sujeta una placa con la matrícula en la parte frontal y otra en la parte trasera, aunque en algunos lugares o en algunos tipos de vehículo solo se exige la placa trasera.
Las autoridades de tráfico o tránsito asignan las letras y números a cada vehículo, por lo general en el momento de la compra del mismo, antes de que circule por la vía pública. La combinación de letras y números es exclusiva de un vehículo, de forma que podrá ser identificado en cualquier circunstancia por su matrícula. En algunos países la nomenclatura y designación puede repetirse, pero no en el mismo periodo de vigencia.
Hay dos sistemas: en uno de ellos, las placas las fabrican y entregan las autoridades (Suiza, Alemania, la mayoría de los países americanos,...); en el otro, las autoridades asignan la matrícula al vehículo y la placa debe comprarse en lugares autorizados, tales como: Francia, España, etc.
En ciertos países existen matrículas provisionales que se utilizan mientras se completan los trámites de la matriculación.
Además de la placa particular, los vehículos pueden llevar una placa ovalada que indica el país de matriculación (ver Códigos internacionales de matriculación de vehículos).

## La historia de las matrículas de automóviles
Las primeras matrículas del mundo se emitieron en Francia en 1893 a través de la Ordenanza de París. Tres años después, en 1896, se registró la primera matrícula de automóvil en Alemania. En 1898, los Países Bajos fueron el primer país en introducir una matrícula nacional, a la que llamaron permiso de conducción. Estas primeras matrículas tenían un número que comenzaba con 1, sistema que se mantuvo hasta 1906, cuando se cambió el sistema.

## América

### Argentina
En Argentina, a partir de 1994 la patente (en algunos casos también se le llama dominio) se compone de una lámina negra con letras blancas y bordes blancos. La numeración tiene un formato de tres letras y tres números separados por un espacio. En ese espacio a veces se sitúa una letra en menor tamaño que indica que la patente es duplicada, triplicada, etc. Las partes blancas son reflectoras y poseen una cantidad de escudos y leyendas de "Argentina" grabados encima.

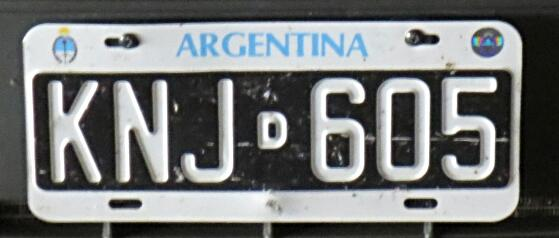
Ejemplo de patente activa hasta 2016 en Argentina (hoy en día se sigue utilizando en los vehículos patentados antes de esa fecha)

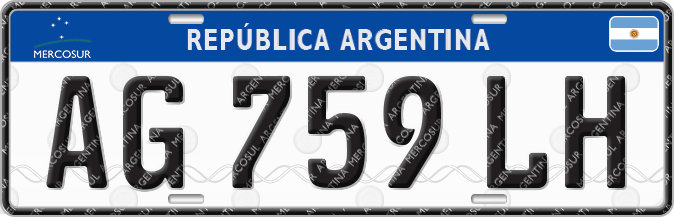
Ejemplo de Patente Única del Mercosur en Argentina desde 2016.

A partir de 2016, Argentina comenzó a utilizar la Patente Única del Mercosur del formato AA123BB para automotores y de A012ABC para moto vehículos. La patente es obligatoria para automotores o motocicletas 0 km.
Anteriormente, la patente argentina fue del formato A012345, donde la letra representaba a la provincia. En 1995, este sistema fue reemplazado por una nueva patente de tres letras y tres números, independientes de la jurisdicción que la emitiese. Sin embargo, esta patente estuvo a punto de agotar sus combinaciones posibles, ya que se llegó a usar una letra por año, y excepcionalmente dos letras en un solo año. La mayoría de los vehículos anteriores a 1994 fueron reempadronados comenzando con la patente RAA 000, a esas matrículas se las llaman «repatentados». Las patentes diplomáticas y de los poderes poseen una numeración independiente.

### Bolivia
Contiene caracteres y recuadros de color azul en fondo blanco. Consta de la inscripción "BOLIVIA" en la parte superior y un pequeño recuadro a laq derecha, que indica el departamento de inscripción del vehículo.

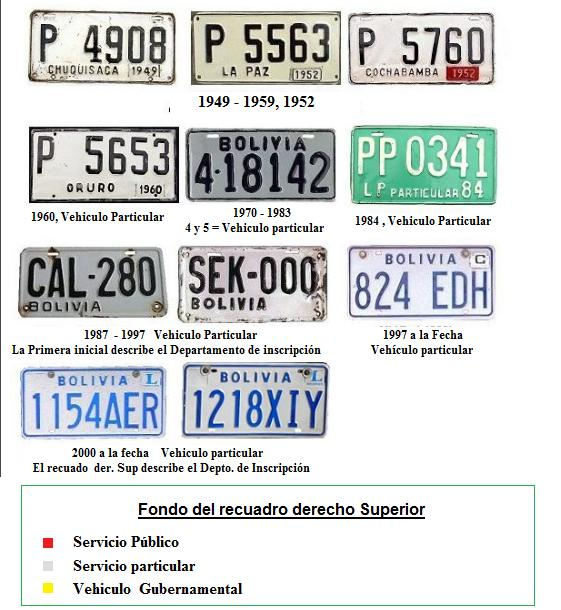
Ejemplos de matrículas de Bolivia.

(L: La Paz, C: Cochabamba, S: Santa Cruz, H: Chuquisaca, T: Tarija, P: Potosí, O: Oruro, B: Beni, N: Pando)
El tipo de servicio queda descrito con el fondo del recuadro.
(Rojo: Servicio público, Blanco: Servicio particular, Amarillo: Vehículo gubernamental.)
La numeración consiste en la PTA (Póliza Titularizada del Vehículo) que es emitida para cada vehículo por una sola vez. Consta de 3 o 4 números y 3 letras, iniciando la numeración en los vehículos más antiguos 0XX AAA y finalizando en los vehículos más nuevos 39XX AAA (abril de 2015).
Quedan exentos del anterior formato los vehículos del Cuerpo Diplomático, Cuerpo Consular, Organizaciones No Gubernamentales, Misión Internacional, Gobierno Departamental y algunos vehículos de la Policía, Fuerzas Armadas y Servicios de emergencia.
- Cuerpo Diplomático: fondo blanco y letras rojas XX CD XX.
- Cuerpo Consular: fondo azul y letras blancas XX CC XX.
- Organismos Internacionales: fondo verde y letras blancas XX OI XX.
- Organismos No Gubernamentales: fondo negro y letras blancas XX NG XX.
- Misiones Internacionales: fondo amarillo con letras negras XX MI XX.

Todos estos vehículos llevan la inscripción BOLIVIA en la parte superior.
Algunos vehículos policiales y de bomberos presentan el siguiente formato: PNX 123 y la inscripción POLICÍA NACIONAL en la parte inferior (X refiriéndose al departamento, por ejemplo: PNL 456 que corresponde a un patrullero).
Las fuerzas armadas usan dos formatos:
- El primero corresponde a vehículos de campaña, tanques y blindados. Llevan el siguiente formato: EB 1234-56, FAB 1234-56 y ARB 1234-56 pintado en la carrocería con color blanco.
- El segundo formato corresponde a vehículos utilitarios y de servicio con el siguiente formato: EBJ 123 (Ejército) y FAX 123 (X según departamento) correspondiente a la Fuerza Aérea, ambos con la inscripción BOLIVIA en el costado inferior izquierdo. Los vehículos de la Armada Boliviana usan el formato PTA.

### Brasil

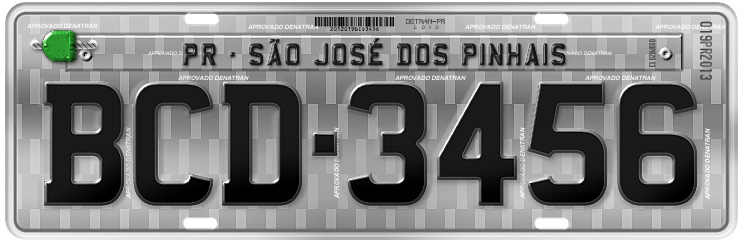
Placa brasileña con precinto

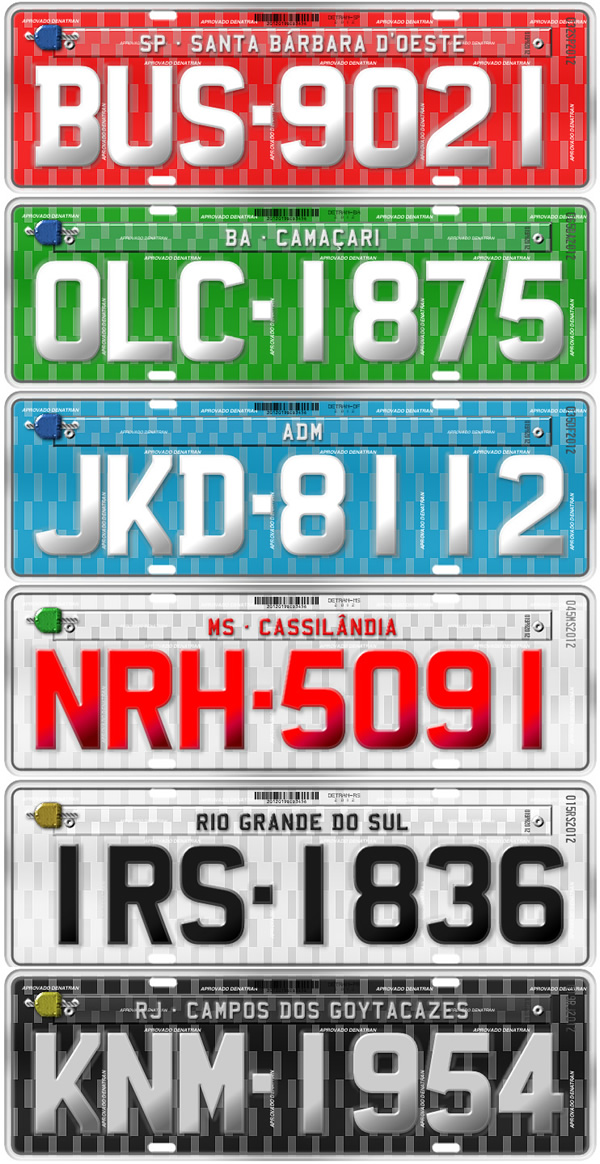
Colores de las placas brasileñas conforme distintas categorías

La matrícula para vehículos consta desde 1990 de tres letras y cuatro cifras separadas por un punto, grabadas en una placa metálica de 130 mm de alto y 400 mm de ancho. De la combinación se puede inferir en qué estado federado se expidió la primera vez. En la parte superior, en una tarjeta destacada, aparece el código (de 2 letras) correspondiente al Estado y el nombre de la ciudad donde se registró el vehículo. La tarjeta cambia con la ubicación del registro. El color de la placa particular es gris (reflectante prismática) con caracteres en negro. Los vehículos para el servicio público, como taxis, autobuses y camiones, llevan placas rojas con caracteres blancos. La placa trasera tiene que estar sujeta firmemente al vehículo mediante un precinto, cuyo color varía según el año en que se ha efectuado la última revisión. El color de la placa cambia según el tipo del vehículo; las placas delanteras y traseras son del mismo color y formato:
- Letras negras con fondos grises: Particulares.
- Blanco con rojo: Transporte público y de alquiler (taxis, buses, camiones).
- Rojo con fondo blanco: Transporte escolar (auto-escuela).
- Blanco con negro: Uso oficial (gobierno, policía, bomberos o servicios públicos ciudadanos).
- Gris con negro: Vehículo con más de 30 años de antigüedad, en excelentes estado de conservación.
- Blanco con verde: Experiencia; placas provisionales en reparaciones o pruebas de manejo (muchos vehículos de pruebas utilizan las placas particulares).
- Blanco con azul: Placas diplomáticas y consulares (en este caso, el formato es CD 1234 o CC 1234).

### Canadá
Cada provincia y territorio de Canadá tiene su propia matrícula. Por regla general cada matrícula contiene el nombre de la provincia/territorio, tres o cuatro letras seguidas de tres o cuatro cifras, o a la inversa. Al igual que en las matrículas de Estados Unidos, cada provincia tiene un lema que destaca en la matrícula.
| Provincia/Territorio         | Matrícula | Descripción |
| ---------------------------- | --------- | --- |
| Canadá - vehículos oficiales |           | CANADÁ 5 cifras Sobre fondo blanco                                                                              |
| Alberta                      |           | Alberta + rosa 3 letras - 3 cifras Wild Rose Country                                                            |
| Columbia Británica           |           | Beautiful British Columbia 3 cifras + bandera de la provincia + 3 letras                                        |
| Isla del Príncipe Eduardo    |           | Birthplace of Confederation o Confederation Bridge 2 letras + Prince Edward Island + 3 cifras Bandera de Canadá |
| Manitoba                     |           | Friendly Manitoba + bisonte 3 letras - 3 cifras                                                                 |
| Nuevo Brunswick              |           | New + barco + Nouveau - Brunswick Canadá 3 letras - 3 cifras                                                    |
| Nueva Escocia                |           | Nova Scotia 3 letras - Bluenose - 3 cifras Canada's Ocean Playground                                            |
| Ontario                      |           | Ontario 4 letras + corona + 3 cifras Yours to discover o Tant à découvrir                                       |
| Québec                       |           | Flor de lis blanca sobre fondo azul + Québec 3 letras + 3 o 4 cifras o al revés Je me souviens                  |
| Saskatchewan                 |           | Saskatchewan 3 cifras + espiga de trigo + 3 letras Land of Living Skies                                         |
| Terranova y Labrador         |           | Newfoundland & Labrador 3 letras - 3 cifras Bandera de la provincia                                             |
| Nunavut                      |           | Matrícula con forma de oso polar Explore Canada's arctic 5 cifras + 1 letra (N = Nunavut) Nunavut               |
| Territorios del Noroeste     |           | (Matrícula con forma de oso polar) Explore Canada's arctic 5 cifras "Northwest territories"                     |
| Yukon                        |           | The Klondike un buscador de oro + 3 letras + 2 cifras Yukon                                                     |

### Chile

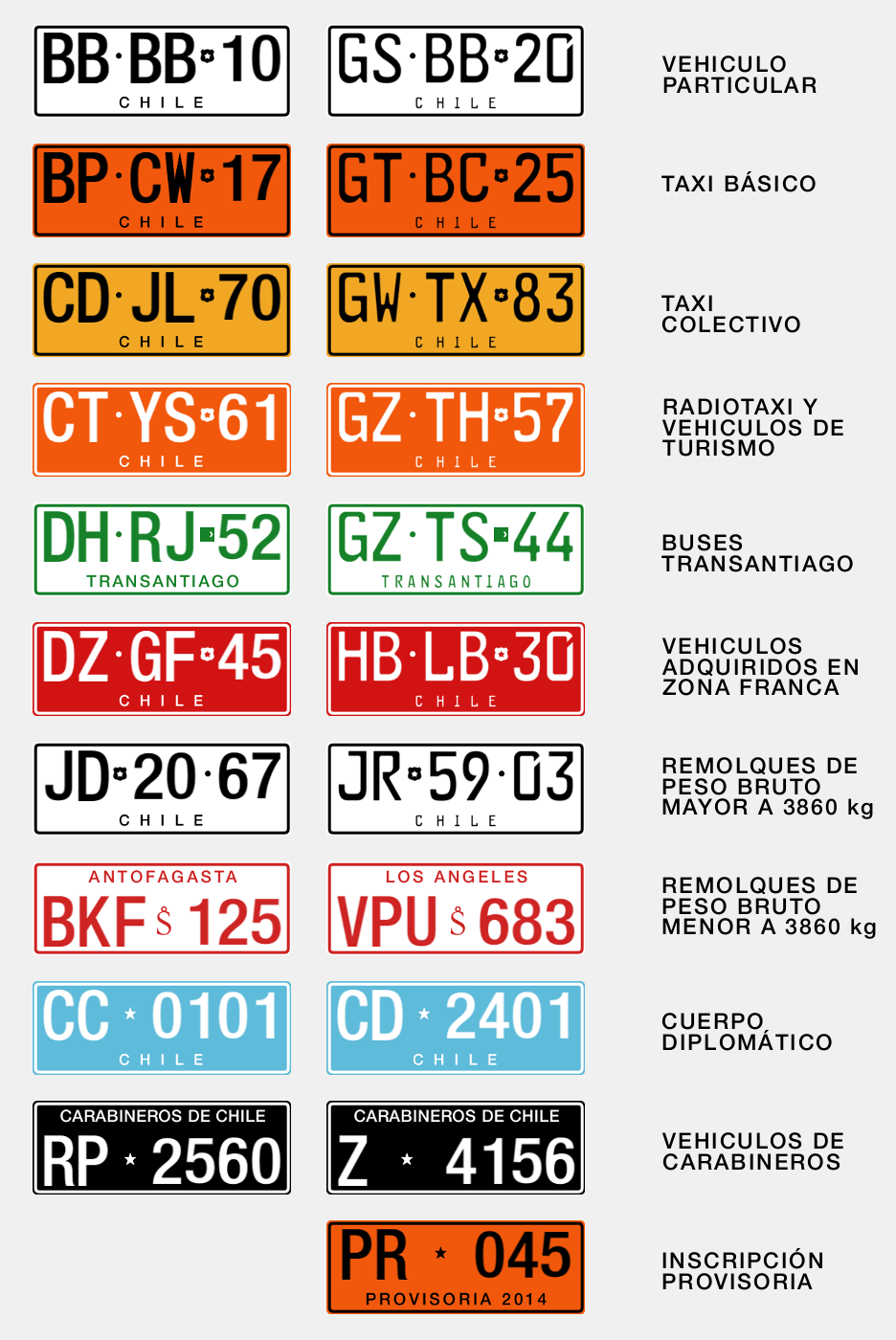
Ejemplos de patentes chilenas. Si bien se utiliza actualmente el formato BB·BB-10, las placas anteriores no fueron reemplazadas.

Todas las placas, salvo las de motos, tienen seis caracteres. En la actualidad, las patentes llevan tres pares de caracteres, dos de letras y uno de números (cuatro letras y dos números), de la forma BB-BB·10. Se distinguen las patentes de distintos tipos de vehículos por su color de fondo: taxis, servicios diplomáticos, carabineros, Transantiago, etcétera. Antes del año 2007, los caracteres eran un par de letras y dos pares de números, de la forma BB-10·00.
En septiembre de 2007 se comenzó a utilizar el nuevo formato, que consiste en cuatro letras seguidas por dos números (BB-BB·10). Este sistema emplea 18 letras, que son: B, C, D, F, G, H, J, K, L, P, R, S, T, V, W, X, Y, Z. No se usan las letras M, N, Ñ, Q (por su parecido con la O y el número 0) y las vocales (para evitar combinaciones que formen palabras). Si bien las placas de vehículos nuevos usan el formato BB·BB-10, las placas anteriores no fueron reemplazadas, por lo que actualmente coexisten los dos formatos. El diseño general, incluyendo tamaño, colores, marco, tipo de letra, etcétera, es el mismo del formato anterior.
Los números comienzan en 10 por cada serie de letras, hasta llegar a 99. Las letras están separadas de los números por una forma simplificada del Escudo nacional, en tanto que las letras están en dos pares, separados entre sí por un círculo negro. Al ritmo actual de inscripción de vehículos, se espera que este sistema permita combinaciones suficientes para 38 o 40 años.
Al igual que en el formato antiguo, las patentes llevan la palabra CHILE en su parte inferior, salvo las placas de buses de Transantiago, que llevan la palabra TRANSANTIAGO y usan el isotipo de dicho sistema como separador. Al igual que en el formato anterior, la placa lleva inscripciones del Registro Civil y de la Casa de Moneda, pero solamente impresas, no estampadas en sobrerrelieve.

### Colombia

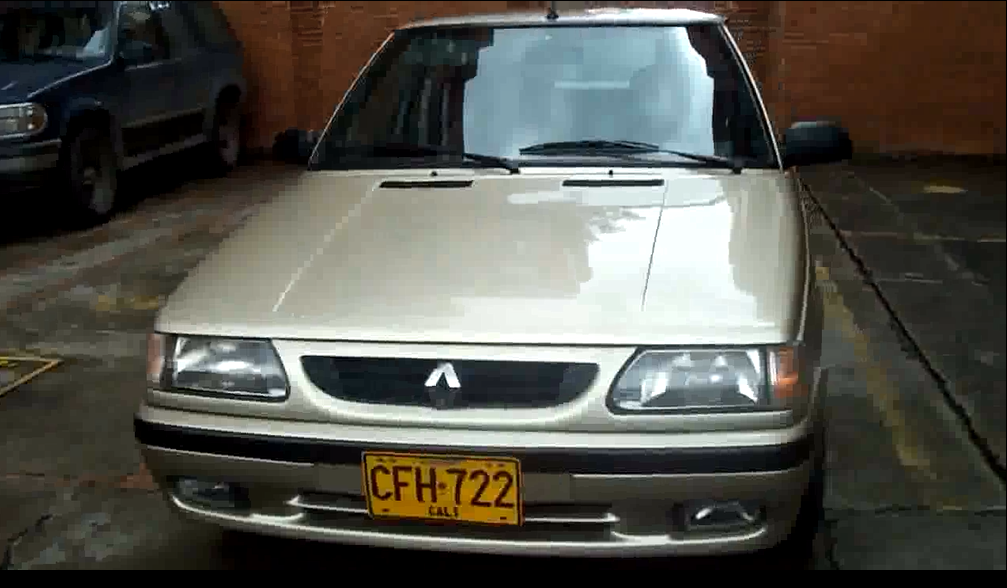
Ejemplar de una placa puesto en la parte frontal de un automóvil

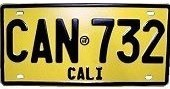
Ejemplo de patente actual en Colombia

En Colombia todo vehículo debe portar un juego de dos placas (frente y posterior), las cuales deben ser visibles.
Desde la década de los 70 y hasta 1988 las placas eran de borde blanco y con dos letras en orden vertical y cuatro números en orden horizontal de color blanco y abajo la palabra "Colombia" en letras mayúsculas (AA 1234). En los vehículos particulares (privados) el color de fondo de las placas era el negro mate, en los de servicio público (principalmente de transporte de carga o pasajeros) el fondo era de púrpura oscuro, los vehículos diplomáticos y de organismos internacionales usaban fondo azul y los vehículos oficiales (del Estado) tenían el fondo negro mate pero con los números, letras y borde amarillos, además de que estas placas empezaban con la letra o.
A partir de 1988 se sustituyeron las antiguas placas por un nuevo diseño de 33 cm por 16 cm con amarillo fuerte reflectante como color de fondo -en el caso de los vehículos particulares- con borde negro y tres letras y tres números (AAA 123) de color negro en alto relieve separados por el logo del Ministerio de Transporte de Colombia, y abajo solamente con el nombre del municipio o distrito en donde se matriculó suprimiendo el nombre Colombia, lo que generó la crítica de diversos sectores por la pérdida de identidad nacional de los vehículos.
Si bien el nombre de los municipios aparece en las placas, las series (combinaciones de letras y números) son asignadas por el Ministerio de Transporte y no se repiten en dos entidades territoriales. Las propuestas para reincorporar el nombre de Colombia a las placas no han prosperado. Todas las letras del abecedario con excepción de la Ñ son utilizadas y la combinación de letras solo se restringe discrecionalmente por parte del Ministerio si la resultante hace apología o relación a actividades o grupos ilegales.
Originalmente en las placas emitidas a partir de 1988, la combinación de letras usualmente se relacionaba con el municipio o distrito de expedición:
- BAA y siguientes para Bogotá
- MLA y siguientes para Medellín
- CAA y siguientes para Cali
- CTA y siguientes para Cartagena
- BUA Bucaramanga
- CUA Cúcuta
- MTA Montería
- MZA Manizales
- PEA Pereira
- QAL Barranquilla

pero con el paso del tiempo y la necesidad de nuevas series hizo que esta costumbre se volviera poco práctica y hoy en día muy pocas mantienen esta relación.
Para la conversión de placas viejas a nuevas en los vehículos matriculados hasta antes de 1988, las placas nuevas mantuvieron las 2 letras originales de las viejas y la tercera se obtuvo de convertir el primer dígito de los cuatro originales en letra; así 1 en A, 2 en B, 3 en C, 4 en D, 5 en E, 6 en F, 7 en G, 8 en H, 9 en I y 0 en J, de tal modo que una vieja placa GH 6789 se convirtió en GHF 789.
Las placas de servicio público cambian el fondo por blanco reflectante, manteniendo las letras y números en negro.
Las primeras placas de los vehículos oficiales fueron de fondo verde reflectante con letras y números blancos, pero desde 1990 fueron hechas igual que las de los vehículos particulares. Lo único que las distingue es que empiezan con determinadas series de letras y números que les son reservados, especialmente con la letra o.
Para las placas de los vehículos diplomáticos u organismos internacionales reconocidos por el Gobierno, el color de fondo es azul con dos letras (CC, CD, OI, y AT) y cuatro números de color negro grabados horizontalmente (CC 1234) y abajo la palabra "Colombia".
Algunos vehículos de carga utilizan unas placas de fondo rojo reflectante con una letra (la mayoría de los casos la "T") y cuatro números de color blanco (T 1234), con la palabra "Colombia" abajo. Este tipo de matrícula es de tránsito libre y se otorga tanto a automóviles como a vehículos de carga pesada, que tienen tránsito libre.
La maquinaria que se utiliza para carga, así como los remolques y camabajas, tienen una sola placa con la letra "R" y cinco números de color blanco con fondo verde oscuro reflectante (R 12345) y abajo la palabra "Colombia".
Las motocicletas, cuatrimotos o cualquier otro vehículo derivado de estos solo portan una placa en la parte posterior, de tamaño más pequeño, con fondo amarillo reflectante, borde negro y tres letras, dos números y una letra en negro y grabadas horizontalmente (AAA 12A).
Desde 2013, todos los llamados "motocarros", dejaron de usar la típica combinación de motocicletas para pasar a tener una combinación invertida, a la vista de estar quedándose el Ministerio de Transporte sin matrículas para estos (123 AAA).
En todas las placas se separan las letras de los números con el logo del Ministerio de Transporte de Colombia. Cuando el vehículo circula en una ciudad diferente a la de la matrícula se puede tramitar el cambio de radicación del vehículo de la ciudad donde originalmente fue matriculado por el de la ciudad donde circula habitualmente. La nueva placa mantiene la numeración, cambiando el del municipio al nuevo solicitado.
Está prohibido el cambio de servicio de un vehículo de particular a público en virtud del Código Nacional de Tránsito, ley 769 de 2002, debido a que, por principio, los vehículos que ingresan al servicio público deben ser nuevos, ya que se considera un servicio público sometido a regulación del Estado. En consecuencia, no es posible cambiar la placa de fondo amarillo a fondo blanco. Durante un tiempo, que expiró en 2005, este cambio fue posible para algunos tipos de vehículos según lo dispuesto en la ley 903 de 2004.
El propietario de un vehículo puede solicitar la cancelación de la matrícula por pérdida definitiva del mismo (robo, pérdida total por accidente, achatarramiento, etc.), con lo cual la serie es recuperada por el Ministerio.
En Colombia las placas no tienen fecha de caducidad y solo son reemplazadas por deterioro, reporte de pérdida o cambio de radicación del vehículo.

### Costa Rica

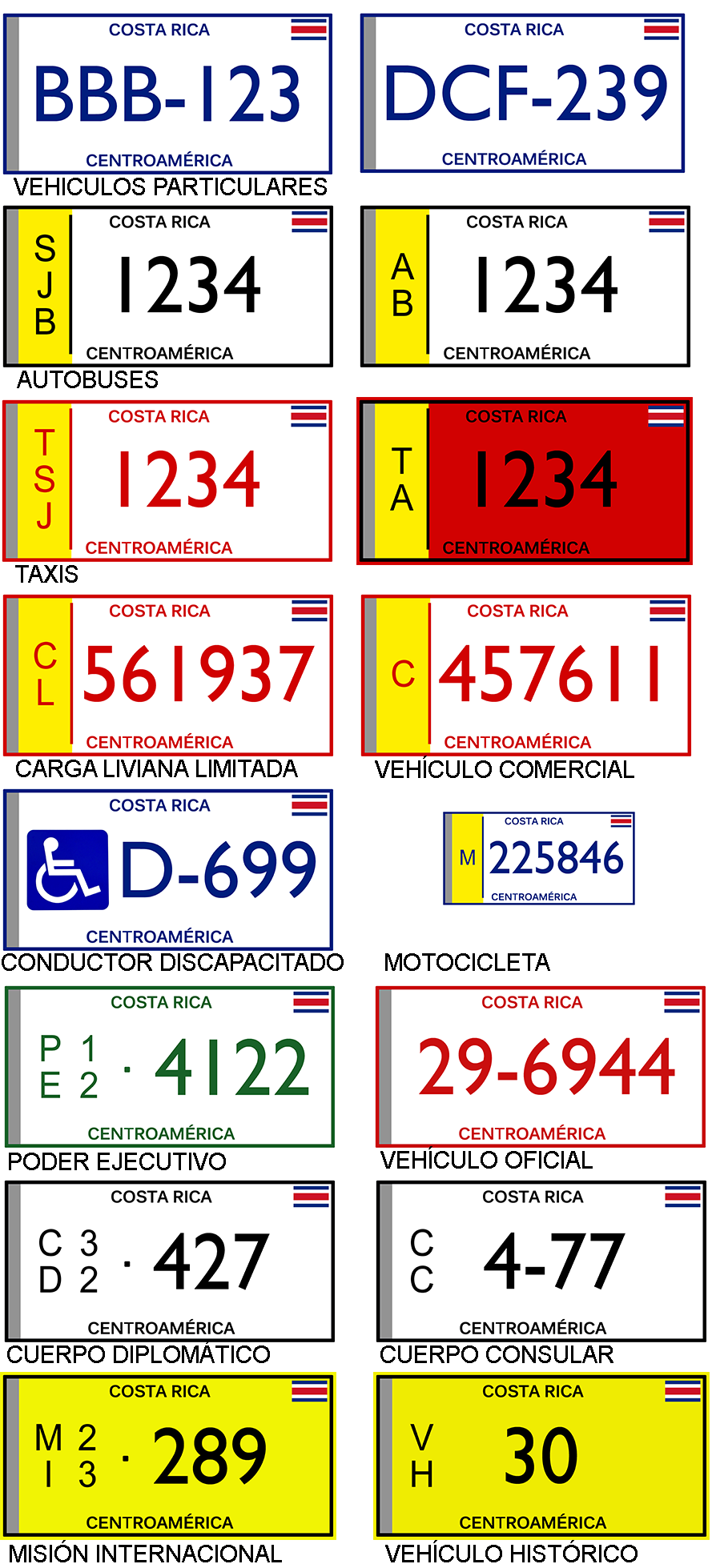
Ejemplos de las matrículas en Costa Rica

En Costa Rica, la emisión de matrículas compete al Departamento de Placas del Registro Nacional de la Propiedad. Todo vehículo debe portar un juego de dos placas (frente y posterior), las cuales deben ser visibles. En 1966 se hizo la primera placa de vehículo para un auto particular, esta fue la número uno (1).
El diseño consiste caracteres de color azul, negro o rojo y fondo blanco, verde o amarillo, dependiendo del tipo de placa, con la bandera y el nombre del país en la parte superior y la insignia “Centroamérica” en el inferior, también cuentan con una cinta reflectiva de seguridad en el margen izquierdo y un código consecutivo en la esquina inferior derecha.
Las placas se complementan con un adhesivo de seguridad que debe ir en el parabrisas, en este se indica el número de matrícula, marca y año del vehículo.
Existen dos tipos de numeración para vehículos particulares, el primero una combinación de seis números al azar (ej. 123456), a partir del 2011, debido a que las matrículas no se pueden repetir y ya se estaban acabando las series numéricas, se empezaron a emitir placas alfanuméricas, estas consisten en una serie de tres letras y tres números al azar, la letra "Ñ" (ej. BBB-123), sin embargo, las antiguas numeraciones aun se mantienen. Desde octubre de 2024, se pueden incluir vocales, pero aún no se puede incluir la letra "Ñ" por dificultades en el troquelado. Desde 2019, se dan placas de letras azules y fondo verde, exclusivamente a vehículos eléctricos y no contaminantes. Están sujetos a las combinaciones alfanuméricas.
Las matrículas para vehículos de transporte público, gobernación, diplomacia y placas especiales se clasifican de la siguiente manera:
- Motocicletas: M-123456
- Vehículos Carga Liviana: Vehículos pick-up, con un peso menor a 5000 kg: CL-123456
- Vehículos Comerciales: Vehículos de carga con peso de 5001 kg o mayor: C-123456
- Autobuses: Inician con siglas dependiendo de la provincia en que se inscribió, por ejemplo: SJB-1234 (San José Bus), AB-1234 (Alajuela Bus).
- Taxis: Las iniciales y el esquema de colores cambia según la provincia en que está inscrito el vehículo, por ejemplo: TSJ-1234 (Taxi San José) fondo blanco y letras rojas, TA-1234 (Taxi Alajuela) fondo rojo y letras negras.
- Vehículos Oficiales: Vehículos inscritos al Poder Ejecutivo, Judicial y Legislativo del Estado e Instituciones Autónomas como las Universidades Estatales. Poder Ejecutivo, entiéndase, Ministerios, Fuerza Pública, entre otros: PE-12-1234. Asamblea Legislativa y Organismo de Investigación Judicial: 12-1234. Universidad de Costa Rica (UCR) 299-1024.
- Placas Especiales: Las placas especiales son utilizadas por los
- Cuerpos Diplomáticos (CD),
- Cuerpos Consulares (CC),
- Misiones Internacionales (MI),
- Conductor Discapacitado (D),
- Vehículos Históricos (VH),
- Cruz Roja Costarricense (CRC) y
- Cuerpo de Bomberos de Costa Rica.

### Ecuador

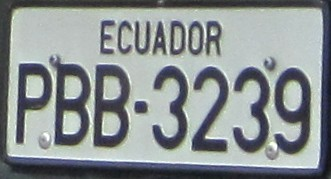
Matrícula ecuatoriana de un vehículo particular o privado.

Las matrículas deben ser ubicadas en la parte delantera y posterior del vehículo y son de 3 letras seguidas de un guion y de 3 o 4 números dígitos con el nombre del país en mayúsculas en la parte superior; la primera letra indica la provincia en la que se matriculó por primera vez el vehículo, la segunda letra corresponde el tipo de vehículo y la tercera es correlativa. El color de las matrículas varía igualmente dependiendo del tipo de vehículo.
La matrícula debe estar grabada en una placa metálica de 154 mm de alto y 404 mm de ancho y debe ser reflectantes para mejorar su visibilidad en la noche.

Nuevas matrículas de Ecuador.

Desde junio de 2012, con la modificación al reglamento de tránsito, también se modificaron las matrículas. Para los vehículos no particulares, las nuevas matrículas conservarán el mismo color diferenciador pero ya no será aplicado en la totalidad de la matrícula, sino solo en el borde superior, siendo el resto de la matrícula de color blanco plateado. Este cambio se realizó de manera que se mejore la visibilidad de las matrículas, en particular ante las cámaras y radares. Se espera que en un plazo de 5 años todas las matrículas sean remplazadas por las nuevas, sin embargo, las antiguas matrículas seguirán siendo válidas.

### El Salvador
Las matrículas de El Salvador están regulados por los Servicios de Tránsito Centroamericanos (SERTRACEN) y el Viceministro de Transporte. Toda placa de vehículo debe poner por delante y por detrás del vehículo. Las placas tienen uno o dos letras dependiendo de la categoría del vehículo, y los números al final (no se puede aplicar los ceros antes de los demás dígitos). Existen 16 tipos de vehículos para el registro vehicular:
- A: Se aplica en los vehículos taxis. Significa alquilado.
- AB: Se aplica en los autobuses.
- C: Se aplica en los que son de carga.
- CC: Se aplica para los vehículos de cuerpos consulares.
- CD: Solamente se aplica en los vehículos de los Miembros del Cuerpo Diplomático y los Señores Ministro y Viceministro de Relaciones Exteriores, jefe y subjefe de Protocolo.
- CR: Solamente se aplica en los vehículos de la Cruz Roja Salvadoreña como ambulancias.
- D: Se aplica en los vehículos que registran a las personas discapacitadas.
- M: Se aplica en cualquier tipo de motos.
- MB: Se aplica en los microbuses como transporte público.
- MI: Solamente se aplica en los vehículos de una misión internacional.
- N: Se aplica en las organizaciones nacionales relacionadas al gobierno.
- O: Solamente se aplica en los vehículos de los presidentes de los Tres Órganos del Estado, el vicepresidente de la República, de los ministros y viceministros de Estado.
- P: Se puede aplicar hasta seis números en la placa de acuerdo a la que corresponda al vehículo particular.
- R: Solamente se aplica para los reparadores de vehículos.
- RE: Se puede aplicar si el camión tiene un remolque por detrás.
- V: Solamente se aplica para los vendedores de vehículos.

Desde 1927 se han empleado los siguientes sistemas de registración:
- 1927 - 1930: de uno a tres dígitos.
- 1931 - 1936: una letra y dos o tres dígitos.
- 1936-1953: una letra y de dos a cuatro dígitos.
- 1953-1994: una letra y de tres a cinco dígitos.
- 1994-2019: una o dos letras y de tres a seis dígitos.
- 2020-presente: - presente: una a dos letras y de números y letras combinadas.

El diseño de las placas vehiculares de 2011, son como la bandera nacional pero extensa, y llevan como características mínimas en la parte superior el nombre "El Salvador" y en el ángulo derecho el número del año de emisión; en la parte central la o las letras de clasificación y el número asignado y en la parte inferior la leyenda "Centro América" como parte de la región. Algunas placas llevan como fondo azul con las letras amarillas como taxis (A), microbuses (MB) y autobuses (AB), otros llevan un fondo amarillo con textos negros, y las placas de la Cruz Roja llevan un fondo blanco con textos rojos. Las placas de motos son similares a los vehículos particulares que llevan como características mínimas en la parte superior el nombre "El Salvador", en la parte central la o las letras de clasificación y el número asignado, y en la parte inferior al centro el número del año de emisión. Todas las placas vehiculares llevan un escudo nacional entre los cinco o seis dígitos en dos (entre los primeros y últimos tres dígitos), y llevan un código de barras con la misma representación de vehículos.

### Estados Unidos

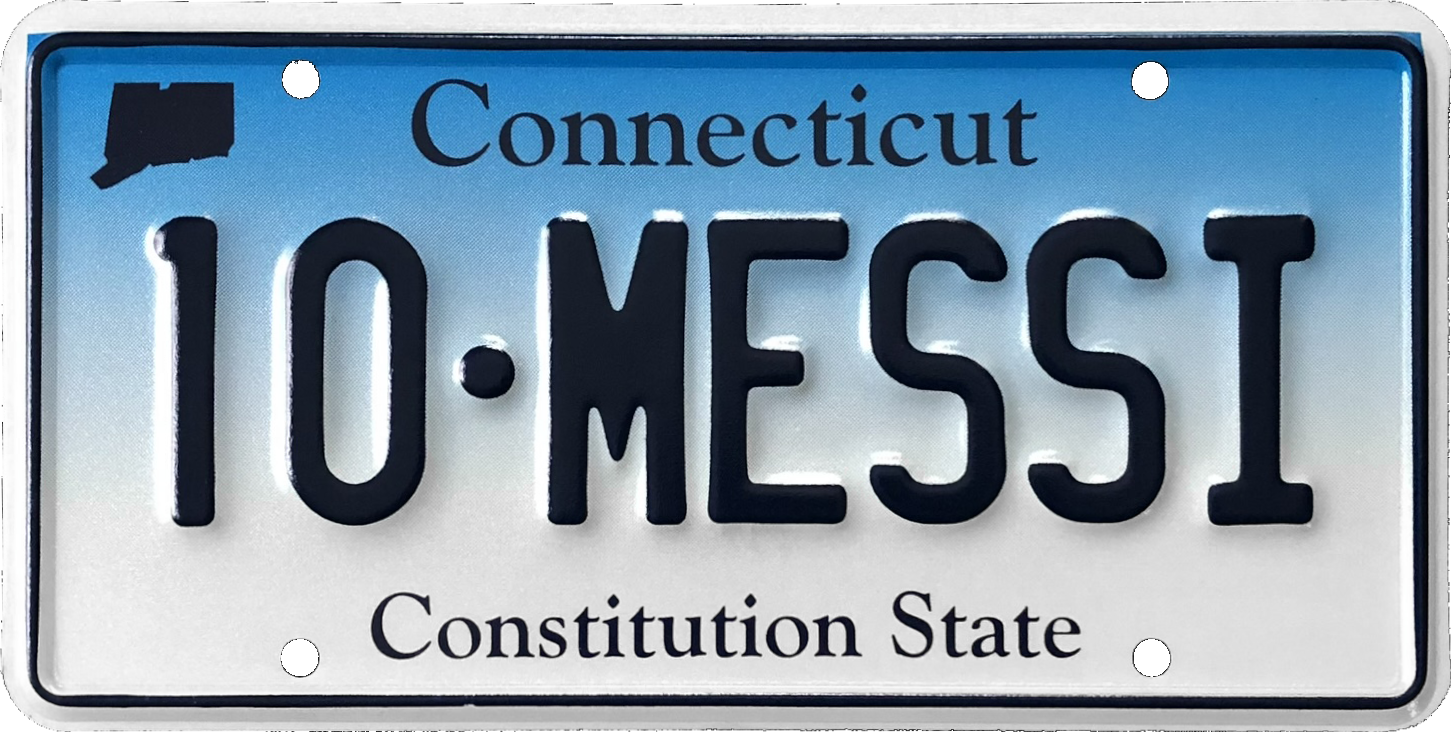
Ejemplo de placa individualizada de Connecticut, Estados Unidos.

En los Estados Unidos puede aparecer el nombre del estado federado encima de los números y letras. En algunos estados, los primeros caracteres denotan la localidad. Los estados tienen diseños independientes unos de otros y son cambiantes con el tiempo. Asimismo, los estados ofrecen placas individualizadas y unas que apoyan ciertas causas como la educación o las artes.
En 1901, Nueva York se convirtió en el primer estado en requerir que los automóviles mostraran un número de registro de vehículo. Sin embargo, durante los primeros años, dependía de los propietarios de los vehículos crear sus propias placas de registro, lo que a menudo resultaba en placas hechas de cuero o metal con números pintados. Todavía no había un estándar que se usara para todos los vehículos.
Luego, rápidamente en los siguientes años, el resto de los estados de la Costa Este comenzaron a requerir placas de matrícula para vehículos. Siguiendo a Nueva York estuvo Massachusetts en 1903, Virginia Occidental en 1905, Pensilvania en 1906, y así sucesivamente. Esta tendencia se trasladó al oeste casi tan rápidamente. Para 1918, todos los estados de la unión habían comenzado a requerir y emitir placas de matrícula estandarizadas.

### Guatemala
En Guatemala desde 2004, las matrículas constan de dos o tres números y cuatro letras utilizando el formato (X001XXX) en las últimas tres letras se omiten vocales y la letra ñ la primera letra corresponde al tipo de vehículo al que corresponde la matrícula.
existen 10 tipos de vehículos 
- P: Vehículos Particulares
- C: Vehículos Comerciales
- M: Motocicletas
- A: Vehículos de Alquiler (Taxis)
- O: Vehículos del Gobierno
- MI: Vehículos de Misión Internacional
- CD: Vehículos de Cuerpo Diplomático
- TC: Tráiler Comercial
- DIS: Distribuidor de Vehículos (consecionario)
- U: Transporte Urbano

Las matrículas llevan un orden comenzando en 001 BBB hasta llegar a 999ZZZ no se utilizan vocales ni la letra ñ. La emisión de matrículas está a cargo de la Superintendencia de Administración Tributaria (SAT). El diseño de las matrículas de 2004 a 2008 tenía a las ruinas de Tikal de fondo, pero se determinó que dificultaba la lectura de las matrículas, por lo que a partir del año 2008 se utiliza un formato más simple con números y letras azules sobre un fondo blanco. Desde 2018 las matrículas metálicas se agotaron por lo que se empezaron a emitir matrículas de cartón con números y letras negras.

### México

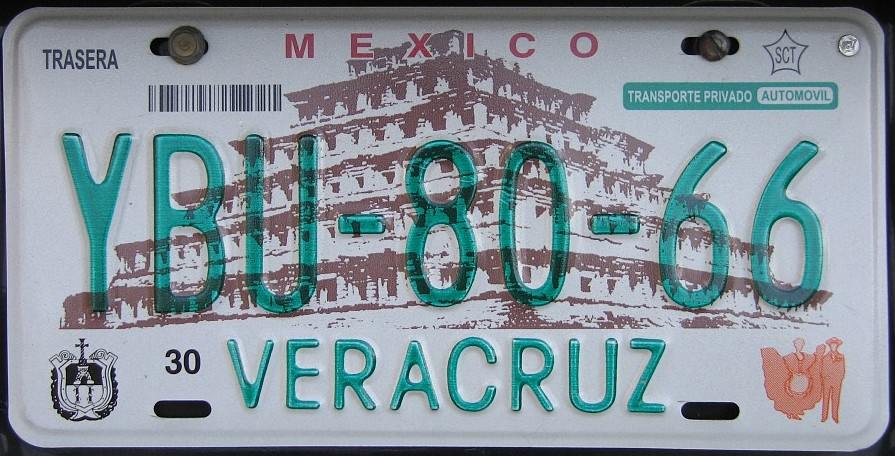
Matrícula de Veracruz, México.

En México, cada estado tiene su propia patente. Puede aparecer el nombre del estado federado encima o debajo de los números y letras. Los estados tienen diseños independientes unos de otros, pero están regulados por la Secretaría de Comunicaciones y Transportes, que establece la Norma oficial mexicana NOM-001-SCT-2 para ello; además, por lo general, cambian cada vez que hay un nuevo Gobierno estatal. Asimismo existen placas que no son expedidas por los estados, sino por la federación.
Según la norma, todas las placas son de forma rectangular, y tienen una dimensión de 300 mm de largo por 150 mm de alto, sus esquinas deben de ser redondeadas, contener un sello de plomo de la SCT, y las letras y números deben ser troquelados.

### Paraguay

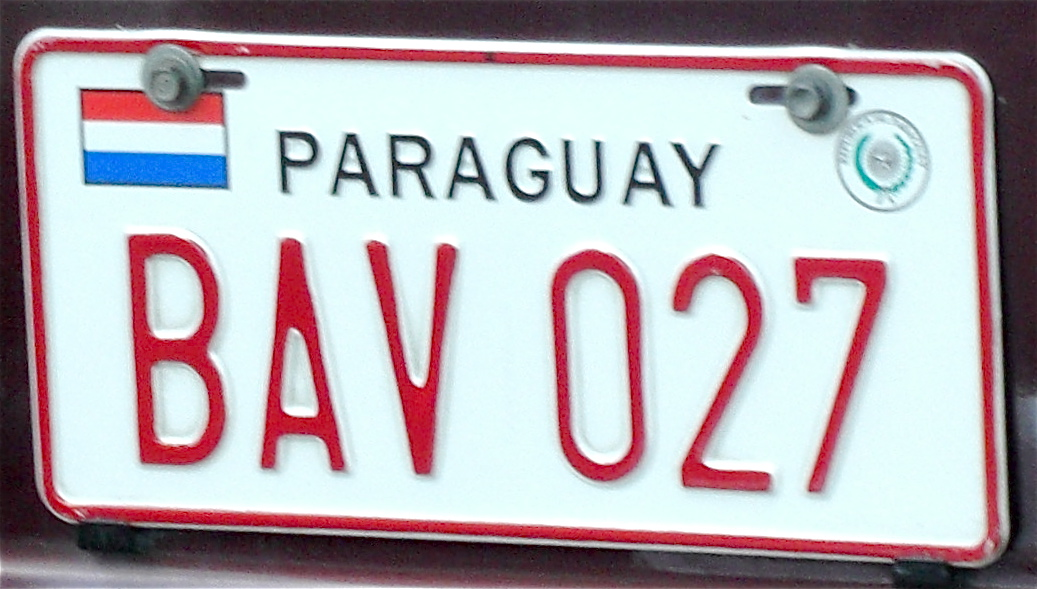
Matrícula de Paraguay.

Desde el año 2000, las matrículas constan de tres letras y tres números, con el formato ABC 123 para los automóviles y con el formato 123 ABC para las motocicletas. Las matrículas son blancas con caracteres y borde rojos y presentan la leyenda "Paraguay" en la parte superior central, además de la bandera (parte superior izquierda) y el escudo (parte superior derecha) del Paraguay.
A partir de 2019, Paraguay comenzó a utilizar la Patente Única del Mercosur del formato ABCD 123 para automotores y de 123 ABCD para motovehículos. La patente es obligatoria para automotores o motocicletas 0km.
Anteriormente, la patente paraguaya era emitida por las respectivas municipalidades. Era del formato A 123456, donde la letra representaba el departamento (a excepción de Asunción, no existía letra distintiva, solamente números).

### Perú

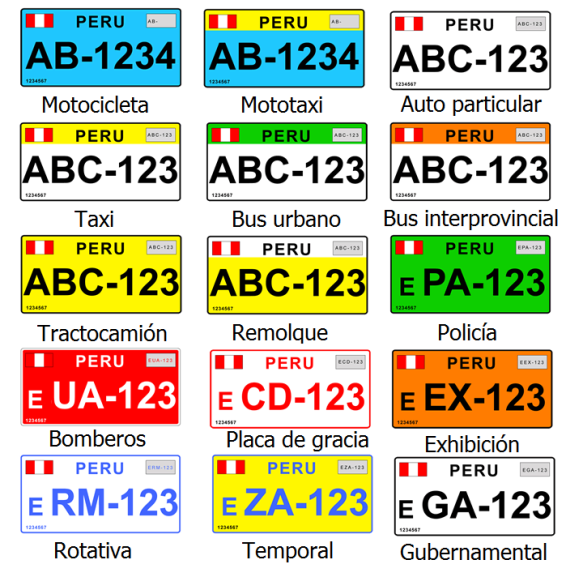
Ejemplos de matrículas peruanas.

Desde 1995 las placas de los autos nuevos cambiaron a 3 letras y 3 números separados por un guion; además el fondo de la placa es amarillo fluorescente. Las placas del cuerpo diplomático son de fondo rojo con letras blancas o viceversa y las de las camionetas son letras negras con fondo celeste. Todas las placas de rodaje llevan en la parte superior las letras PE.
A partir del 1 de enero del 2010 entró en vigencia el nuevo reglamento de Placas de Rodaje, conocido como "nuevo SIIV", que tiene como novedad la inclusión de un distintivo holográfico de seguridad (Tercera Placa) pegado en el parabrisas delantero del vehículo.
Las nuevas matrículas constan de dos caracteres y cuatro números para el caso de vehículos menores y de tres caracteres y tres números para el caso de vehículos mayores.
La primera letra en todos los casos significa la zona registral donde está inscrito el vehículo. El segundo y tercer caracteres son solo correlativos y pueden ser alfanuméricos.
Todas las placas llevan la palabra "PERÚ" en la parte superior central de la plancha metálica y una bandera peruana en la parte superior izquierda. Como elementos de seguridad llevan una calcomanía holográfica en la parte superior derecha y un número de serie único para cada juego de placas en la parte inferior izquierda.
Las placas para vehículos particulares son de color blanco; para vehículos de carga, color amarillo; color verde para la policía; color rojo para ambulancias y coches de bomberos; anaranjadas para vehículos de exhibición; blancas con una franja amarilla para taxis; blancas con una franja verde para transporte público urbano y blancas con una franja anaranjada para vehículos de transporte interprovincial. Para el cuerpo diplomático son color blanco con letras rojas y para los vehículos oficiales del gobierno es color blanco. Por último las placas de uso policial, bomberil, ambulancias, gubernamental, diplomáticas y de exhibición llevan como prefijo la letra "E" (de "especial") al comienzo de sus matrículas.

### Uruguay

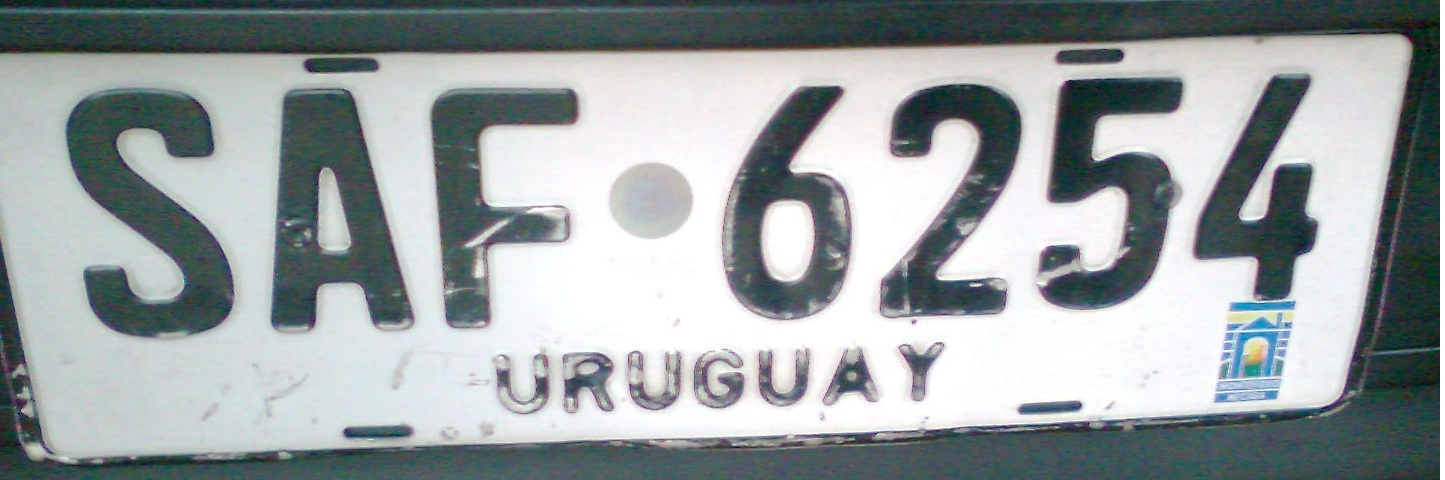
Matrícula de Uruguay.

En Uruguay las matrículas poseen un sistema alfanumérico que consta de tres letras y cuatro números (AAA 1234), mientras que la de las motocicletas consta de tres letras y tres números (AAA 123). Las matrículas son blancas con caracteres y borde negros y presentan la leyenda "Uruguay" en la parte inferior (para los automóviles) o en la superior (para las motocicletas).
Las matrículas del Mercosur, introducidas desde marzo de 2015 y obligatorias desde 2016, tienen en la parte superior una franja azul horizontal con el emblema del Mercosur, la leyenda "Uruguay" y la bandera. Son de tamaño similar a las anteriores y también alfanuméricas, con distintos colores de caracteres según el tipo de vehículo: negro para vehículos particulares, rojo para vehículos comerciales, azul para vehículos oficiales, dorado para vehículos del cuerpo diplomático o consular, verde para vehículos especiales.
En ambos sistemas, la primera de las tres letras corresponde a cada departamento:
| - A - Canelones - B - Maldonado - C - Rocha - D - Treinta y Tres - E - Cerro Largo - F - Rivera - G - Artigas | - H - Salto - I - Paysandú - J - Río Negro - K - Soriano - L - Colonia - M - San José - N - Flores | - O - Florida - P - Lavalleja - Q - Durazno - R - Tacuarembó - S - Montevideo |

### Venezuela

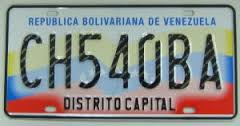
Matrícula de Venezuela.

Las matrículas venezolanas llevan de fondo la bandera nacional, los caracteres son negros, en el borde superior va el nombre oficial del país y en el inferior el nombre del estado donde fue comprado el automóvil. Consta de dos letras, luego tres números y finalmente dos letras. Esta última letra depende del estado donde fue comprado el automóvil. Estas placas coexisten junto a los dos modelos anteriores que llevaban el fondo blanco y todavía siguen siendo usadas. Existe otro modelo de placa que solo es usado internamente en las zonas de comercio libre como lo son la Isla de Margarita y la península de Paraguaná, y lleva como imagen de fondo el mapa de la región. Antiguamente las matrículas constaban de tres letras seguidas de tres números. La primera letra identíficaba el estado donde se había adquirido el vehículo.
| Código | Estado           |
| ------ | ---------------- |
| A      | Distrito Capital |
| B      | Anzoátegui       |
| C      | Apure            |
| D      | Aragua           |
| E      | Barinas          |
| F      | Bolívar          |
| G      | Carabobo         |
| H      | Cojedes          |
| I      | Falcón           |
| J      | Guárico          |
| K      | Lara             |
| L      | Mérida           |
| M      | Miranda          |
| N      | Monagas          |
| O      | Nueva Esparta    |
| P      | Portuguesa       |
| R      | Sucre            |
| S      | Táchira          |
| T      | Trujillo         |
| U      | Yaracuy          |
| V      | Zulia            |
| W      | La Guaira        |
| X      | Amazonas         |
| Y      | Delta Amacuro    |

## Unión Europea
Desde 1992 se han ido introduciendo en los países de la Unión Europea las matrículas europeas, que disponen en su lado izquierdo de una banda vertical azul, en cuya parte superior se encuentran las doce estrellas amarillas en círculo de la bandera de la Unión Europea, y en la parte inferior la letra o letras que identifican al país, en color blanco. El resto de la placa es la tradicional de cada país.
Muchos países europeos han ido cambiando el formato tradicional de sus placas ante la evidencia de que los caracteres negros sobre fondo claro se ven mejor. Así, Francia, Italia, los Países Bajos, Portugal y el Reino Unido han modificado el fondo de las placas a blanco o amarillo con caracteres negros.

### Alemania

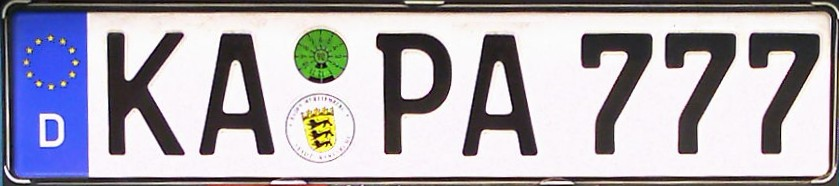
Ejemplo de matrícula actual en Alemania.

Son blancas con caracteres y borde negros. Constan de una a tres letras que identifican la administración correspondiente a la ciudad donde está registrado el vehículo, una o dos letras de serie y entre uno y cuatro dígitos (no se representan los ceros a la izquierda). Las matrículas pueden ser asignadas por la administración o personalizadas por el propietario, siempre que se respete la misma estructura, se mantengan obligatoriamente las iniciales que identifican la administración de registro y no esté asignada a otro vehículo. Entre las letras de la ciudad y las de serie está el escudo del Estado federado (Bundesland) y un círculo de color, con los doce meses del año, que indica la próxima revisión técnica (ITV o Hauptuntersuchung). El color de este círculo cambia según el año. El tamaño de la matrícula no es fijo. El ancho puede ser ajustado según la cantidad de caracteres. La altura, si bien mayoritariamente corresponde a una línea, puede aumentarse para distribuir los caracteres en dos líneas, disminuyendo así el ancho necesario. La placa de matrícula es propiedad de la administración, de modo que cuando el vehículo va al desguace, la numeración se asigna a otro.

### Austria

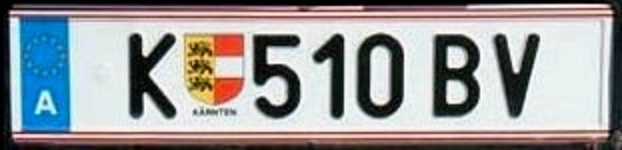
Matrícula austriaca.

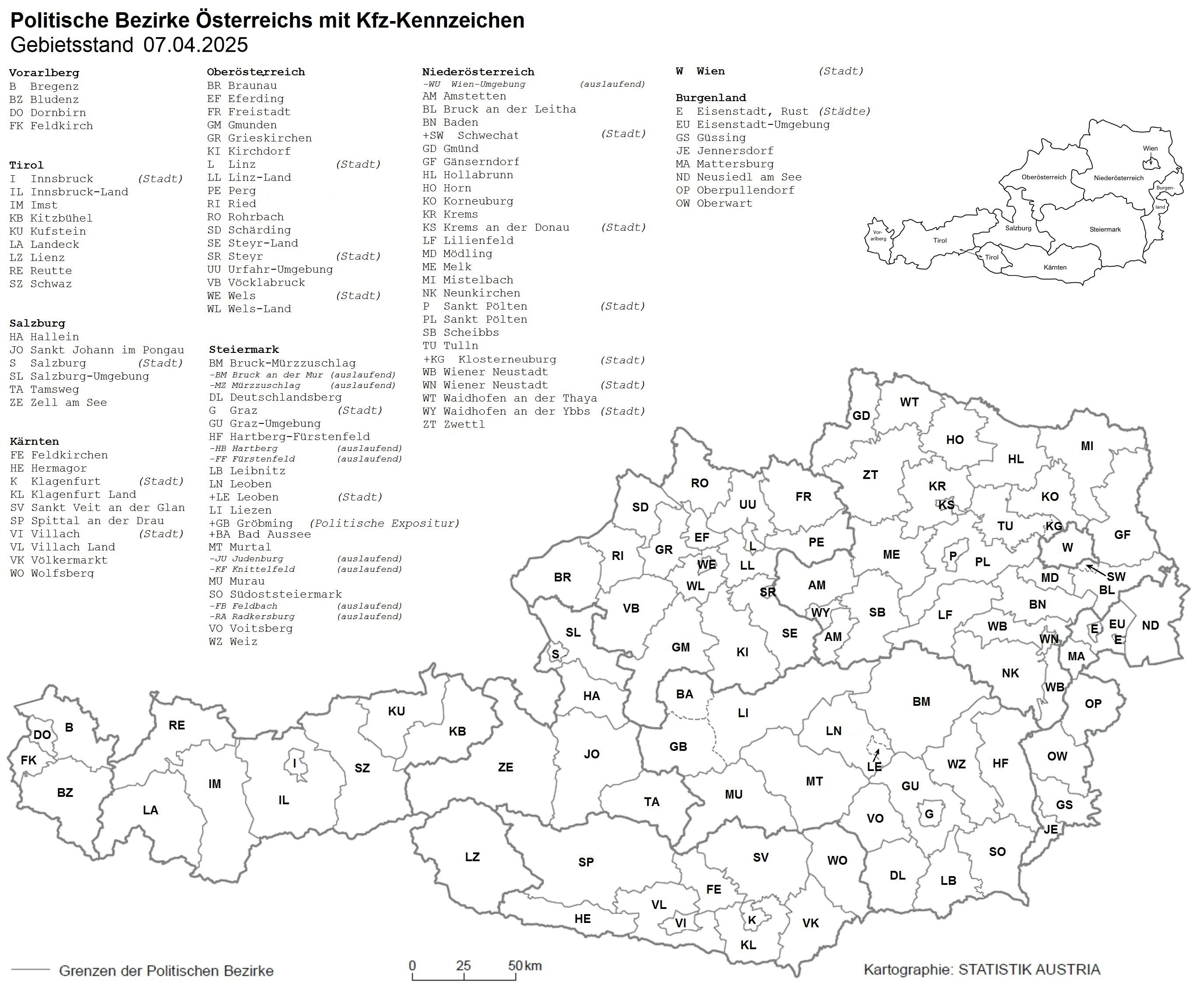
Nomenclatura

Las matrículas austriacas son blancas con caracteres negros y en los bordes superior e inferior dos delgadas franjas rojas. Consta primero del símbolo de la Unión Europea a la izquierda con la letra A de Austria. Luego una o dos letras representando a la ciudad, una si es capital estatal y dos para las demás (p. ej.: W para Viena, S Salzburgo y BN para Baden, KB Kitzbühel). A continuación el escudo del Estado federado y luego tres números al azar seguidos de un espacio y finalmente una o dos letras. Las matrículas se organizan de la siguiente manera: W[Escudo de Viena]99999 X para Viena (por ser la capital federal, y habiendo más población, se le asignan más cifras que a las otras ciudades) o G[Escudo de Estiria]XXX 99 para Graz. Y para las ciudades no capitales: WU[Escudo de Baja Austria]XXX 99 para los suburbios de Viena (Wien Umgebung = entorno) o KB[Escudo de Tirol]XXX 99. Por simbolizar el principal lugar de residencia del titular, si éste se muda de domicilio, debe cambiar, por tanto, su matrícula. También pueden ser conservadas si se cambia el vehículo pero se mantiene la residencia. Asimismo es posible, si se paga, asignar una palabra o alguna combinación deseada con un mínimo de un número y una letra. Para los servicios de transporte público o el ejército, las primeras dos letras significan el tipo de servicio seguido, no del escudo del Estado, sino del escudo de Austria por ser empresas nacionales, y números al azar. Los diplomáticos tienen las iniciales WD (Wiener Diplomat) seguidas solo por un guion y varios números.

### Bélgica

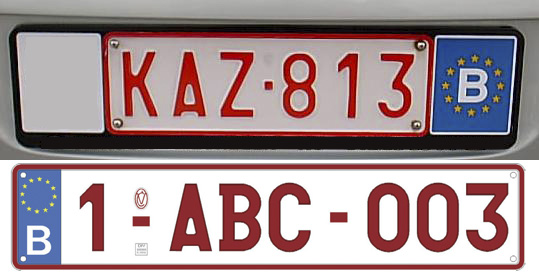
Ejemplo de matrícula antigua (arriba) y actual de Bélgica.

Las placas son blancas con caracteres de color rubí. Desde el 16 de noviembre de 2010, las matrículas son combinaciones de siete cifras y letras. A la izquierda figura la banda azul de la Unión Europea (Bélgica ha sido el último país de la UE en implantarla en las matrículas de automóviles) con la sigla internacional B, luego una cifra seguida por un corto guion, tres letras, otro guion y tres cifras.
- No se asignan las siguientes combinaciones de letras:

AAP, ARD, CDH, CUL, FDF, GAY, HIV, HOT, SEX, VLD, ZAT, ZDF.
- El grupo de letras que comienza por TX se reserva para taxis.
- El grupo de letras que empieza con O se asigna a vehículos históricos con más de 25 años de antigüedad.
- El grupo de letras que comienza con Z se reserva para los comerciantes de vehículos.

Desde 1928 se han empleado los siguientes sistemas:
- 1928 - 1951: uno o varios dígitos
- 1951 - 1961: una letra y cuatro dígitos
- 1962 - 1971: dos letras y tres dígitos
- 1971 - 1973: una letra seguida por tres dígitos y otra letra
- 1973 - 2008: tres letras y tres dígitos
- 2008 - 2010: tres dígitos y tres letras

### Bulgaria

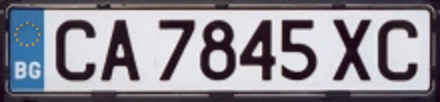
Matrícula actual de Bulgaria.

Las matrículas de Bulgaria se utilizan desde 1992 con caracteres latinos. Tienen una composición de LL-NNNN-LL, en las que las dos primeras letras representan a la provincia, siendo, por ejemplo, C y CA la capital Sofía.

### República Checa

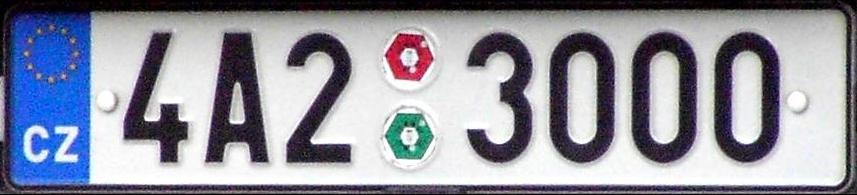
Matrícula actual checa, A = Praga.

Las actuales matrículas de la República Checa tienen a la izquierda la eurobanda con la abreviatura "CZ". A continuación se muestra una cifra, una letra, que relaciona la provincia, un número u otra letra; tras un escudo, se muestran cuatro números.

### Croacia

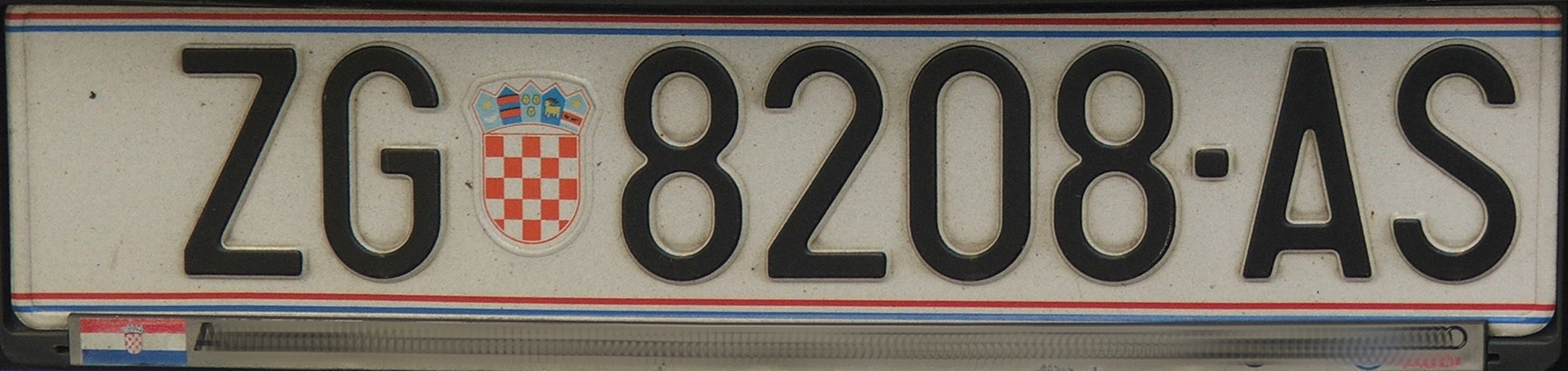
Matrícula de automóvil del condado de Zagreb, Croacia.

El sistema vigente en Croacia se introdujo en 1992 para sustituir a las matrículas yugoslavas. Las matrículas de automóviles son blancas con caracteres negros. Comienzan con dos letras, según el código de los condados, seguidas por el escudo de Croacia. Después siguen tres o cuatro cifras y un máximo de dos letras. Las placas llevan arriba y abajo dos bandas con los colores de la bandera de Croacia.
Las matrículas para extranjeros residentes en el país y organizaciones internacionales tienen caracteres en verde. La policía tiene matrículas compuestas por dos grupos de tres cifras cada uno con el escudo croata en medio y caracteres en azul oscuro.
Caso especial de Krajina
Durante la guerra de Croacia se proclamó en 1991 la República Serbia de Krajina en un tercio del territorio actual de Croacia. Los vehículos tenían entonces matrículas muy similares a las de Serbia.

### Eslovaquia

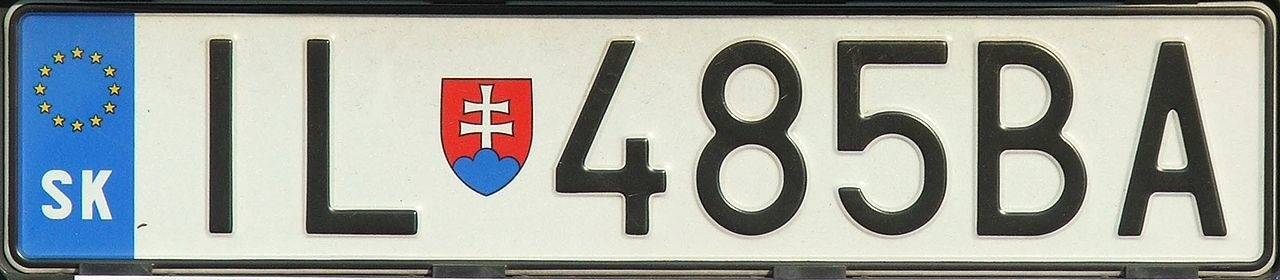
Ejemplo de matrícula en Eslovaquia.

Desde 1997, las matrículas automovilísticas eslovacas (en eslovaco: EČV, evidenčné číslo vozidla) son de la forma XX-NNNYY, donde XX es un código de dos letras que corresponde a un distrito (okres), NNN es un número de tres dígitos e YY son dos letras (asignadas alfabéticamente).
Desde el 1 de mayo de 2004 (fecha en que Eslovaquia accedió a la Unión Europea) y hasta el 1 de junio de 2006 existieron dos tipos de matrículas automovilísticas válidas en el país: una con el escudo de Eslovaquia y otra con la bandera europea, junto con la sigla internacional SK.
Desde el 1 de junio de 2006, en Eslovaquia existen tres tipos de matrículas automovilísticas válidas. El último tipo contiene el símbolo de la Unión Europea y el escudo de armas nacional (en lugar de un guion).

### Eslovenia

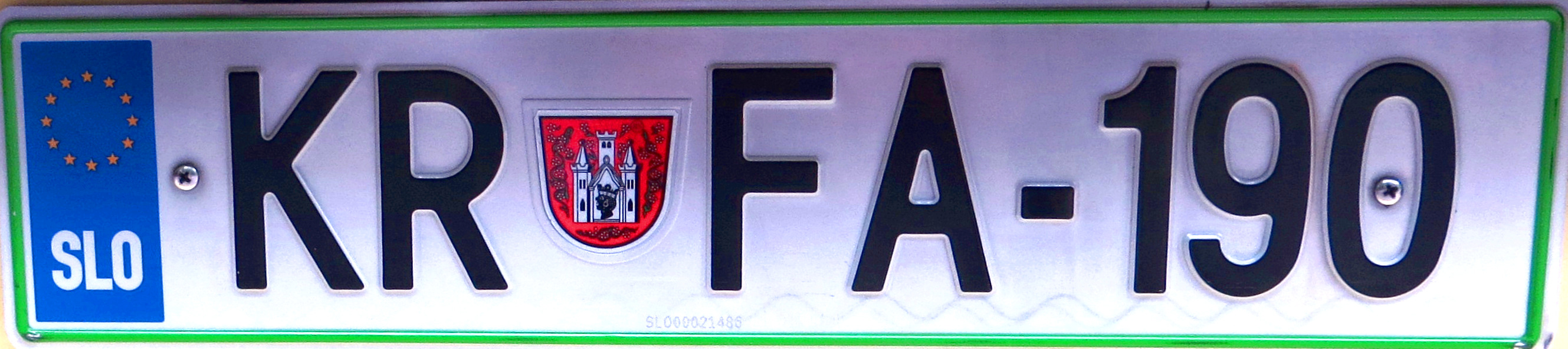
Matrícula eslovena actual.

El sistema actual se introdujo en 1992. Las matrículas automovilísticas tienen desde 2004 a la izquierda una banda azul con las doce estrellas de la Unión Europea y debajo la sigla internacional SLO. La matrícula consta de dos letras, que indican el distrito de procedencia, el escudo del municipio y una combinación de cifras y letras separadas por un guion. Desde 2009 la placa tiene un marco verde en lugar de negro.
Siglas de los distritos
- CE Celje
- GO Nova Gorica
- KK Krško
- KP Koper
- KR Kranj
- LJ Ljubljana
- MB Maribor
- MS Murska Sobota
- NM Novo mesto
- PO Postojna
- SG Slovenj Gradec

### España

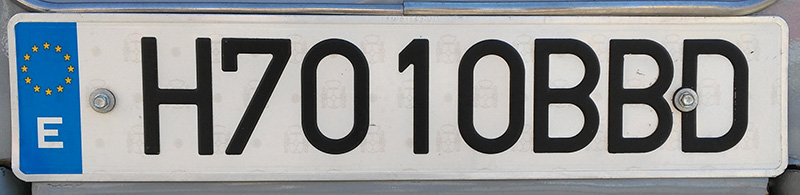
Matrícula para vehículos históricos de España.

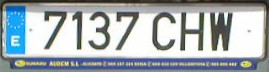
Ejemplo de matrícula actual en España.

Desde el año 2000 las matrículas españolas constan de la banda azul a la izquierda con el símbolo de la Unión Europea en la parte superior y la letra E de España en la parte inferior y cuatro cifras y tres letras consonantes (excluyendo Ñ y Q) que se asignan a nivel nacional, de forma que ya no se puede conocer por la matrícula de qué provincia es el vehículo, lo que generó polémica en la nación al eliminar la centenaria tradición española de distintivos provinciales. El vehículo conserva la matrícula hasta su desguace o rematriculación y esta jamás se vuelve a asignar a otro vehículo.
Hasta el año 2000 las matrículas estaban formadas por las letras de provincia (por ejemplo: GI o GE-Gerona, H-Huelva, GC-Las Palmas), cuatro dígitos (por ejemplo: 4869) y una o dos letras al final (N o BC), separado cada conjunto por unos puntos a modo de guion. Antiguamente, el primer sistema que se usó eran las letras de provincia (B-Barcelona o M-Madrid) seguidas de hasta 6 dígitos (4567, 21638 o 486901).

### Estonia

Matrícula estonia de automóvil.

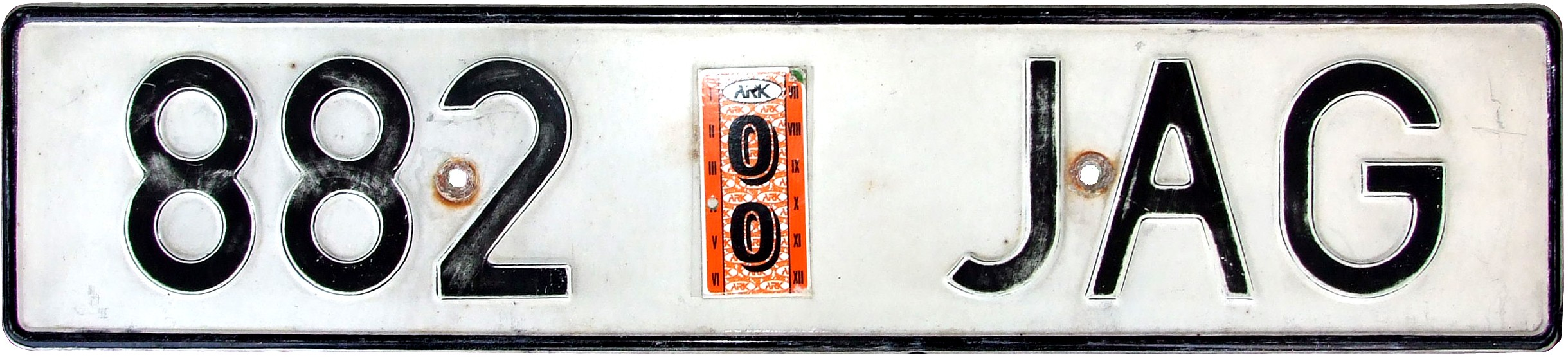
Matrícula de 1993-2004.

Las matrículas automovilísticas consisten, desde que se introdujeron en 1991, en tres cifras y tres letras. Antes estaban separados dichos grupos por una plaqueta en color de la inspección técnica. El sistema de Estonia se asemeja al sueco. Las matrículas se asignan al vehículo y no al propietario en función de su domicilio.
Desde 1993 el marco negro alrededor de la placa es continuo y desde la entrada de Estonia en la Unión Europea lleva a la izquierda una banda azul con la sigla internacional EST y las doce estrellas.

### Finlandia

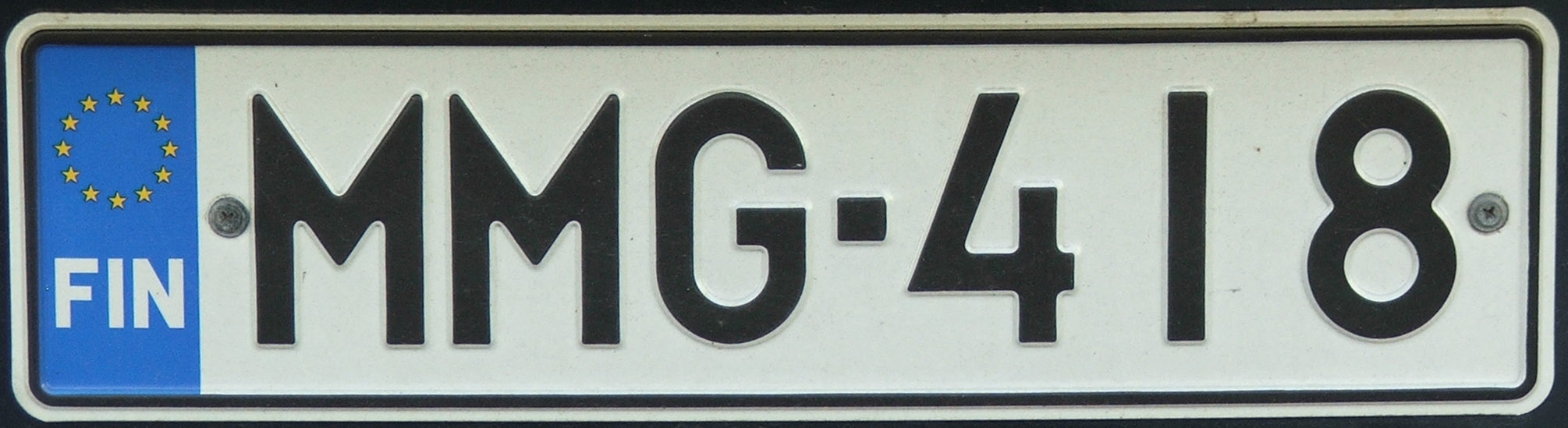
Matrícula finlandesa.

Desde octubre de 1989, las matrículas de automóviles no indican la procedencia del vehículo. Las dimensiones de las placas no corresponden al estándar europeo (110 mm x 520 mm). En el lado izquierdo figura desde 2001 una banda azul con las letras FIN y las doce estrellas de la Unión Europea. Las matrículas constan de una combinación de tres letras y tres cifras, separadas por un punto.
Hasta 1973 los caracteres eran blancos sobre fondo negro, desde entonces a la inversa.
La sigla internacional de Finlandia desde 1993 es FIN, que sustituyó a SF (Suomi-Finland).

### Francia

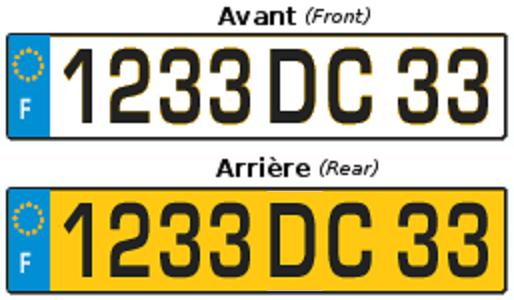
Imagen de las matrículas francesas hasta 2008.

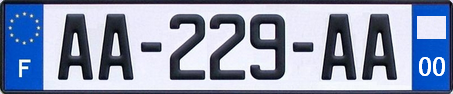
Matrícula francesa desde el 15 de abril de 2009.

En Francia las placas delanteras eran de color negro sobre fondo blanco y las traseras sobre fondo amarillo. Después, las dos placas, delantera y trasera, tuvieron el fondo blanco. Constan (las muchas que todavía existen) de números (hasta cuatro, no se representan los ceros a la izquierda), dos o tres letras y dos últimas cifras que indican el departamento (ordenados por orden alfabético, hasta el 90; los números posteriores a este, 91 y sucesivos, son de zonas vecinas de París, para evitar en este departamento -el 75- problemas de números excesivos). Se exceptúa el número 20 que pertenecía a Córcega, que más tarde se dividió en 2 departamentos (norte y Sur) asignándose las numeraciones 2A y 2B.
La placa es del vehículo y cambia cuando cambia el dueño o cuando el dueño cambia de domicilio a otro departamento. No se vuelve a dar la numeración ya utilizada una vez.
Antiguamente eran semejantes pero con caracteres blancos sobre fondo negro. Las matrículas provisionales tienen el mismo formato que las demás pero con las letras WW, que no aparecen en las series normales.
Desde el 15 de abril de 2009, la matrícula francesa tiene numeración nacional, no departamental, formada por dos letras, tres dígitos y otras dos letras, en grupos separados por un guion: XX-999-XX (lo que las diferencia de las de Italia, cuyos últimos cinco signos, tres números y dos letras forman un solo grupo). A la izquierda tiene la franja azul de la Unión Europea con la F de Francia y a la derecha lleva otra franja con el escudo de la región en la parte superior y el número del Departamento en la inferior.

### Italia

Ejemplo de matrícula en Italia.

Antiguamente las matrículas italianas tenían números blancos sobre fondo negro. Constaban de 2 letras que eran la abreviatura de las provincias (p.ej. MI=Milán, NA=Nápoles, PA=Palermo, TO=Turín, etc.), salvo Roma, que tenía el nombre completo. Cuando se llegó a MI-999 999, se cambió el primer número por una letra y luego también el último y el segundo (MI-AXX XXX, MI-XXX XXA y MI-XAX XXX). Actualmente, las nuevas matrículas tienen números negros sobre fondo blanco, la banda azul de la Unión Europea con la sigla internacional I y otra banda azul en el margen derecho donde voluntariamente se puede poner la abreviatura de la provincia de la que procede el vehículo y el año de matriculación, este dentro de un círculo de color amarillo. La numeración tiene una disposición XX 999XX, sin relación con la ciudad de origen.

### Luxemburgo

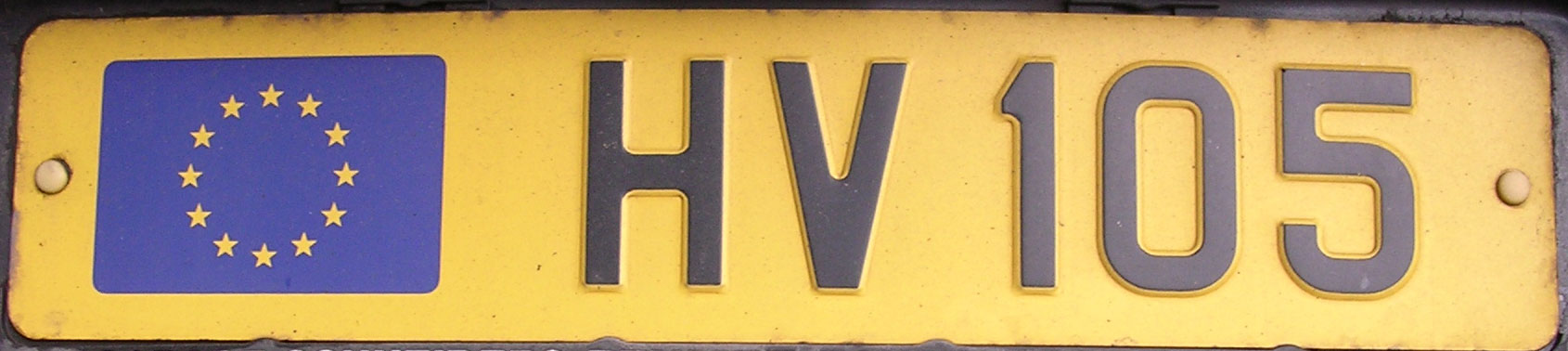
Matrícula de Luxemburgo con la bandera de la Unión Europea.

Caracteres negros sobre fondo amarillo, con formato |L| SF-00000. La numeración es nacional. Antiguamente eran negras con caracteres blancos.

### Malta

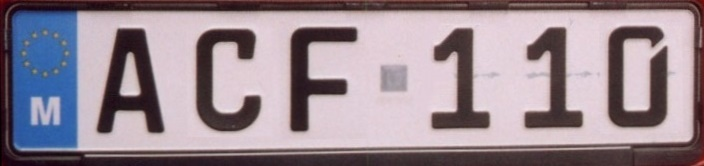
Matrícula actual de Malta.

Las matrículas automovilísticas usan caracteres negros sobre fondo blanco. A la izquierda figura una banda con la bandera azul de la Unión Europea, las doce estrellas y la sigla internacional M. El sistema introducido en 1995 consiste en tres letras y tres cifras separadas por un pequeño cuadrado.
En los vehículos particulares la primera letra indica el mes en que debe abonarse el impuesto anual:
- Enero: A, M e Y
- Febrero: B, N y Z
- Marzo: C y O
- Abril: D y P
- Mayo: E y Q
- Junio: F y R
- Julio: G y S
- Agosto: H y T
- Septiembre: I y U
- Octubre: J y V
- Noviembre: K y W
- Diciembre: L y X.

Matrículas especiales
- Coches de alquiler: la última letra es K (p. ej. XXK 001)
- Taxis, autobuses, autocares: las dos primeras letras son TF
- Vehículos del Gobierno: las letras GVP
- Vehículos de las Fuerzas armadas: las letras GVA
- Vehículos del Cuerpo Diplomático: las dos primeras letras son CD

Matrículas antiguas
Antes de 1995, las matrículas consistían en una letra seguida por un guion y cuatro cifras en caracteres negros.

### Países Bajos

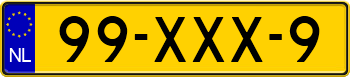
Ejemplo de matrícula en los Países Bajos.

Las matrículas consisten en números y letras organizados en tres grupos de dos: XX-XX-XX, a partir de 2005: NN-XXX-N (dos cifras, tres letras, una cifra).
- Para coches después del 01-01-1978: caracteres negros sobre fondo amarillo. A su izquierda la banda azul europea con las letras NL (Nederland = Países Bajos).
- Para coches antes del 01-01-1978: caracteres blancos sobre fondo azul oscuro, sin banda NL.
- Para taxis: caracteres negros sobre fondo azul claro.
- Matrícula temporal: negro sobre blanco
- Para remolques >750kg; blanco con letras negras
- Matrícula para coches de la familia real: siempre los dos caracteres 'AA' con número, p.ej. 'AA 19'.

Los datos del vehículo son públicos y se pueden obtener en el sitio web de la Dirección General de Tránsito (RDW).

### Polonia

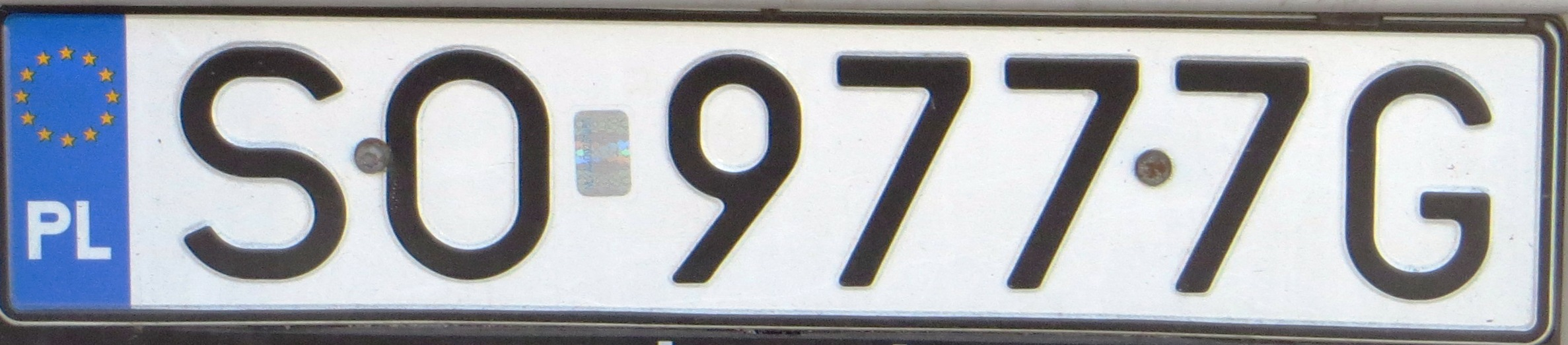
Ejemplo de matrícula en Polonia

Las matrículas actuales constan de caracteres negros sobre fondo blanco. La primera letra indica la provincia (voivodato), la siguiente o siguientes señalan la ciudad o el distrito, a las que siguen una combinación de letras y cifras.
Desde 2006 llevan la banda azul con las doce estrellas de la Unión Europea y la sigla internacional PL. Del 2000 al 2006 figuraba la bandera de Polonia en lugar de la europea.

### Portugal

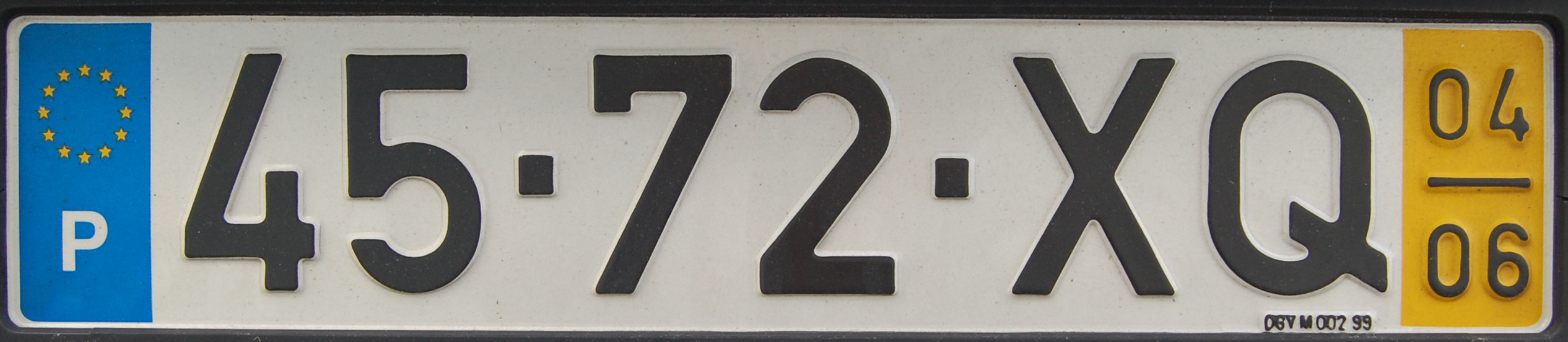
Matrícula de Portugal desde 1992.

Las matrículas portuguesas eran negras con caracteres blancos. Los caracteres eran números y letras siempre organizados en tres grupos de dos: LL-NN-NN (antiguas). Las nuevas desde 1992, tienen caracteres negros sobre fondo blanco, a su izquierda la banda azul europea con la sigla internacional P de Portugal y los caracteres, primeramente, NN-NN-LL, que después han cambiado a NN-LL-NN. Las antiguas matrículas se pueden cambiar a las nuevas como LL-NN-NN pasando de caracteres blancos sobre fondo negro a caracteres negros sobre fondo blanco. A la derecha llevan una banda vertical amarilla con la fecha de fabricación (año, arriba/mes, abajo). Los vehículos que han cambiado de las antiguas matrículas a las nuevas no necesitan la banda amarilla; esta banda sirve para identificar los coches nuevos de los importados usados. Portugal fue el primer país en introducir la banda azul con la bandera de la Unión Europea.

### Rumania

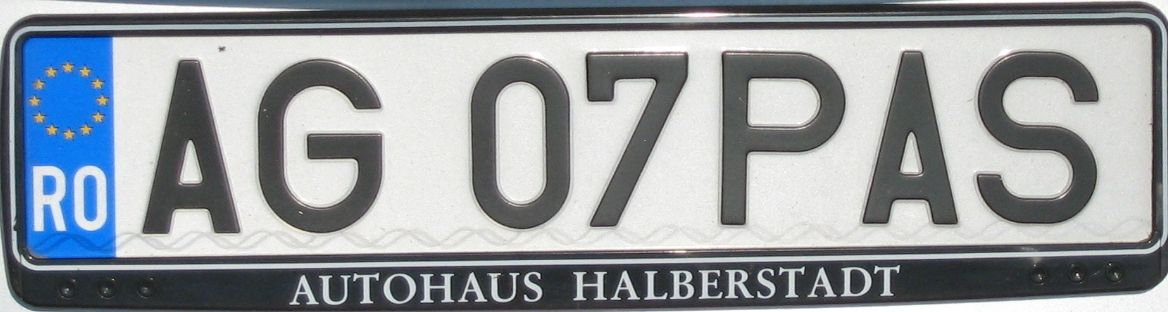
Ejemplo de matrícula en Rumania.

Las matrículas rumanas han sido cambiadas en 2007, año en el que el país entró a formar parte de la Unión Europea (se reemplazó la bandera por las estrellas de la Unión).
Las matrículas rumanas constan de una letra o dos, que indican el distrito de origen del vehículo, dos dígitos y tres letras.

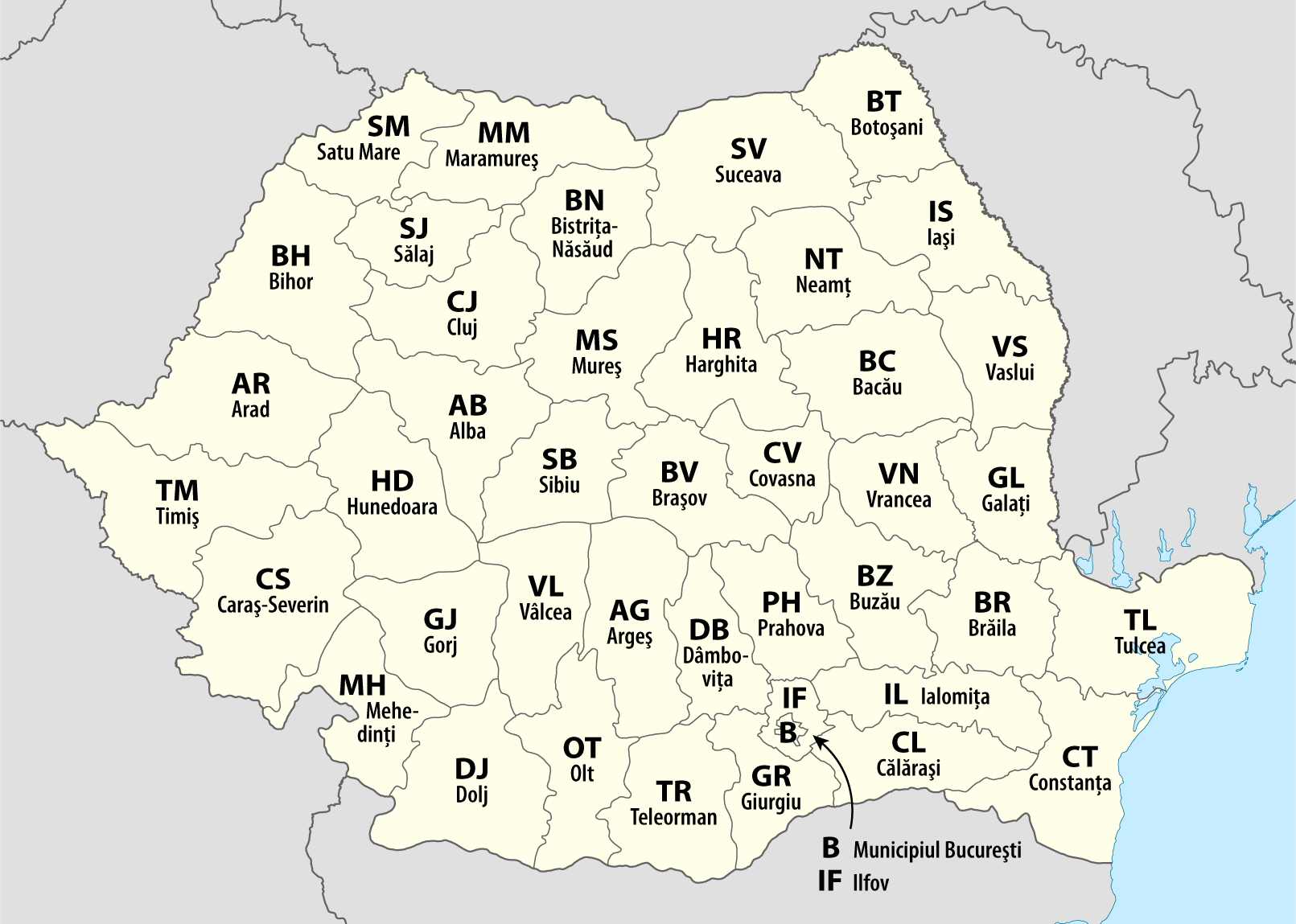
Distribución geográfica de los distritos.

Siglas de los distritos
| Sigla | Distrito          | Capital               |
| ----- | ----------------- | --------------------- |
| AB    | Alba              | Alba Iulia            |
| AG    | Argeș             | Pitești               |
| AR    | Arad              | Arad                  |
| B     | Bucarest (ciudad) |                       |
| BC    | Bacău             | Bacău                 |
| BH    | Bihor             | Oradea                |
| BN    | Bistrița-Năsăud   | Bistrița              |
| BR    | Brăila            | Brăila                |
| BT    | Botoșani          | Botoșani              |
| BV    | Brașov            | Brașov                |
| BZ    | Buzău             | Buzău                 |
| CJ    | Cluj              | Cluj-Napoca           |
| CL    | Călărași          | Călărași              |
| CS    | Caraș-Severin     | Reșița                |
| CT    | Constanța         | Constanța             |
| CV    | Covasna           | Sfântu Gheorghe       |
| DB    | Dâmbovița         | Târgoviște            |
| DJ    | Dolj              | Craiova               |
| GJ    | Gorj              | Târgu Jiu             |
| GL    | Galați            | Galați                |
| GR    | Giurgiu           | Giurgiu               |
| HD    | Hunedoara         | Deva                  |
| HR    | Harghita          | Miercurea Ciuc        |
| IF    | Ilfov             | Buftea                |
| IL    | Ialomița          | Slobozia              |
| IS    | Iași              | Iași                  |
| MH    | Mehedinți         | Drobeta Turnu Severin |
| MM    | Maramureș         | Baia Mare             |
| MS    | Mureș             | Târgu Mureș           |
| NT    | Neamț             | Piatra Neamț          |
| OT    | Olt               | Slatina               |
| PH    | Prahova           | Ploiești              |
| SB    | Sibiu             | Sibiu                 |
| SJ    | Sălaj             | Zalău                 |
| SM    | Satu Mare         | Satu Mare             |
| SV    | Suceava           | Suceava               |
| TL    | Tulcea            | Tulcea                |
| TM    | Timiș             | Timișoara             |
| TR    | Teleorman         | Alexandria            |
| VL    | Vâlcea            | Râmnicu Vâlcea        |
| VN    | Vrancea           | Focșani               |
| VS    | Vaslui            | Vaslui                |

## Otros países de Europa
Desde la adopción de las placas con la banda azul en la Unión Europea, muchos otros países han adoptado esa banda, generalmente también de color azul, en la que sustituyen las estrellas de la Unión por la bandera propia y las letras de su país. Muchos de estos países han entrado después en la Unión (Polonia, Lituania, Eslovaquia,...) y se han limitado a cambiar la bandera del país por las estrellas de la Unión.

### Albania

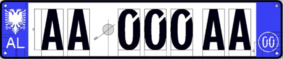
Modelo de matrícula desde 2011.

Las matrículas automovilísticas son blancas con caracteres negros. A la izquierda tienen una banda roja con el águila bicéfala de Albania. Las matrículas antiguas no tenían dicha banda. La matrícula consiste en dos letras para el distrito de matriculación, una cifra de cuatro dígitos y otra letra. Desde 2011 ha cambiado el tipo de matrícula según el modelo XX-999-XX.

### Andorra

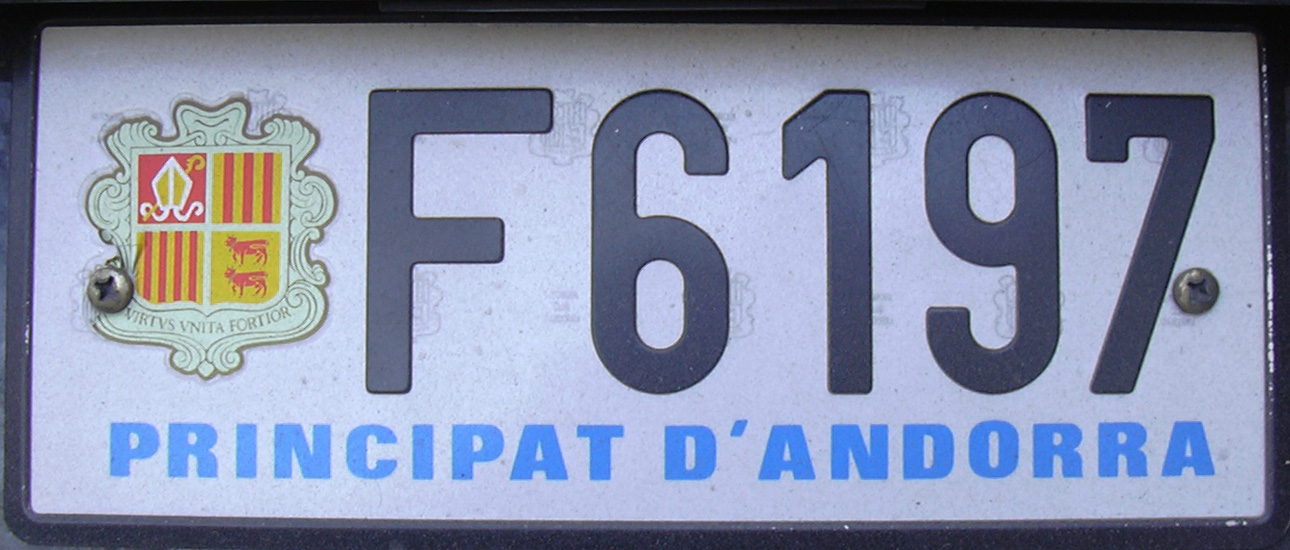
Ejemplo de matrícula en Andorra.

La placa consta del escudo del Principado de Andorra a la izquierda, luego una letra (A-Z) y una numeración de cuatro dígitos. Debajo de los números aparece el nombre del país en mayúsculas en catalán (Principat d'Andorra). Las matrículas del 5800 al 5900 pertenecen a vehículos históricos.

### Mónaco

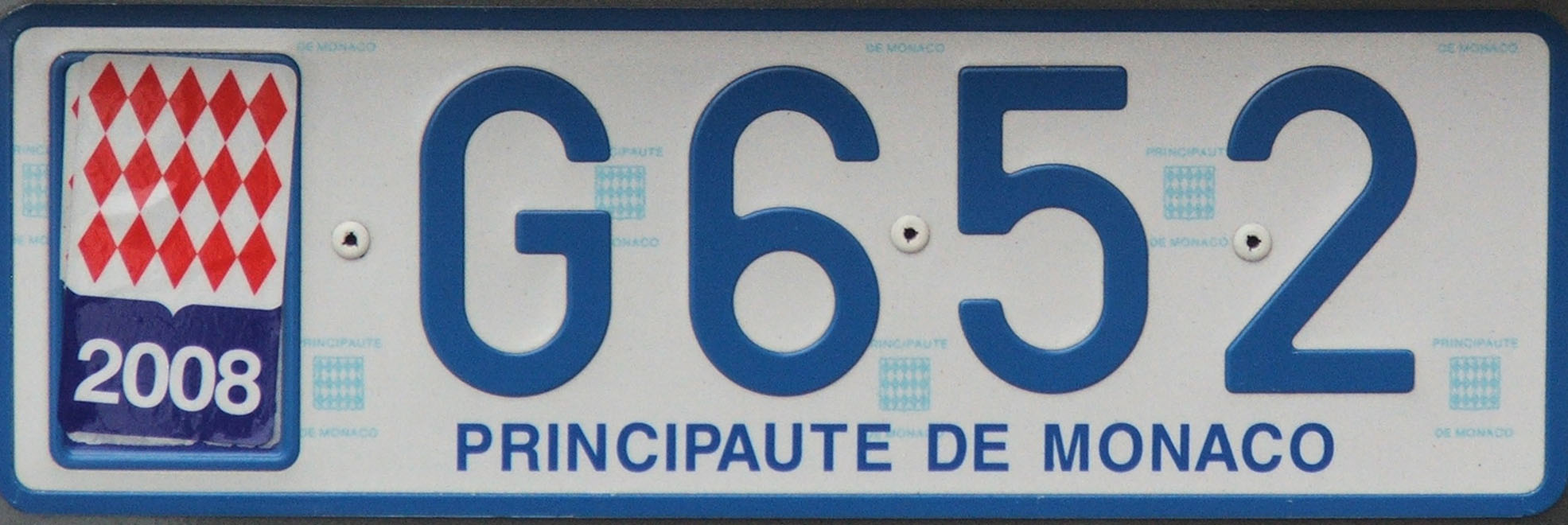
Matrícula trasera de Mónaco.

Las matrículas de automóviles son de fondo blanco con caracteres en azul claro. En el lado izquierdo figura el escudo de Mónaco. Las placas delanteras son menores que las traseras, las cuales llevan debajo del escudo el año correspondiente y la inscripción PRINCIPAUTE DE MONACO (Principado de Mónaco).
Las matrículas constan de cuatro caracteres, de una letra y tres cifras o solo de cifras. Algunas letras tienen un significado especial, p.ej. X para vehículos históricos, V para automóviles de alquiler.

### Noruega

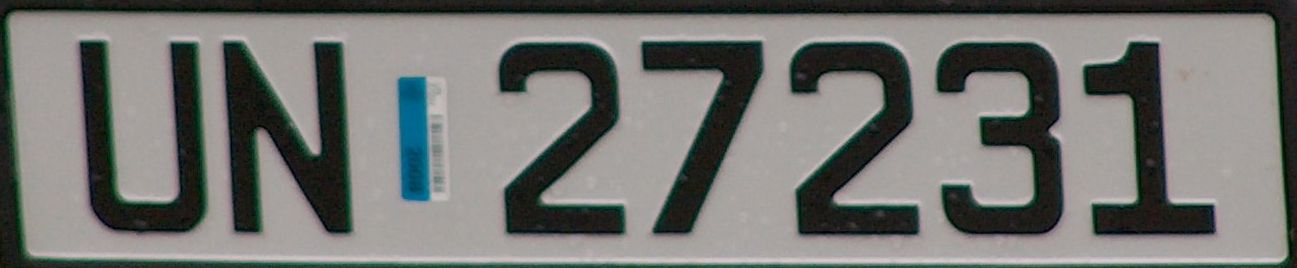
Matrícula noruega de 2001-2006.

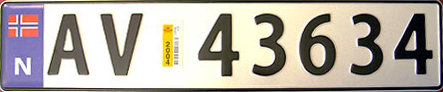
Matrícula noruega de 2006-2009.

Las matrículas de automóviles constan de dos letras y cinco cifras, las de remolques y motocicletas, de dos letras y cuatro cifras. Las letras indican el distrito de matriculación. Una característica es que el vehículo conserva la matrícula aunque el vehículo cambie de dueño, incluso si reside en otro distrito. Es decir, la matrícula se asigna al vehículo, no al propietario.
Desde el 1 de noviembre de 2006, las placas llevan a la izquierda una banda azul (comparable a la de la UE) con la bandera noruega y debajo la sigla internacional N en blanco.
En los vehículos eléctricos, las dos primeras letras son EL.

### San Marino

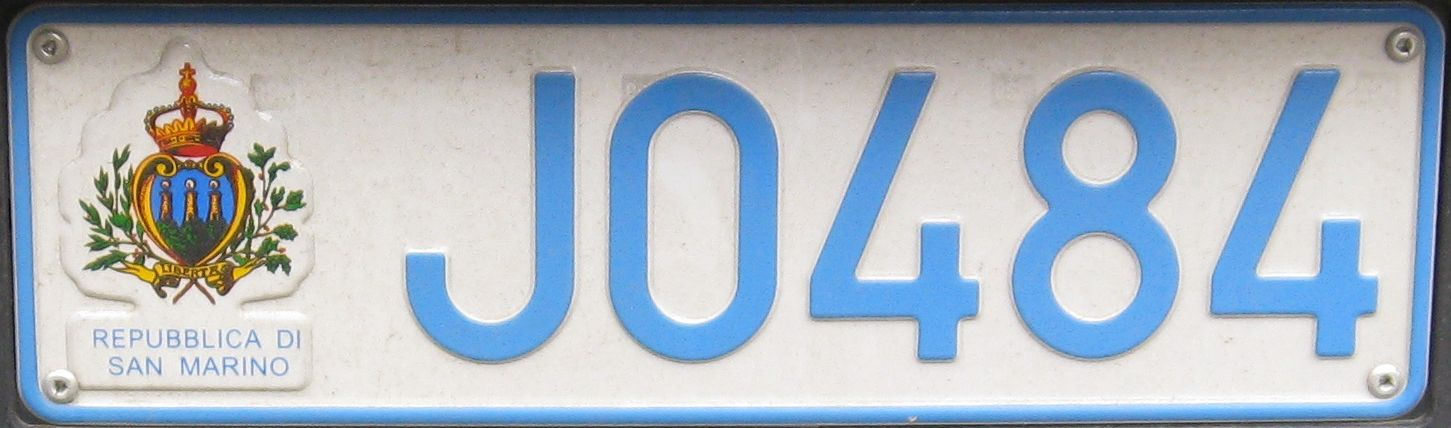
Ejemplo de matrícula de San Marino.

Los caracteres de las matrículas automovilísticas son de color azul claro sobre fondo blanco. A la izquierda llevan el escudo de San Marino con la inscripción REPUBBLICA DI SAN MARINO. Desde 1993 comienzan por una letra seguida por un máximo de cuatro cifras. Anteriormente constaban únicamente de cifras. La sigla internacional es RSM (República de San Marino).

### Suiza

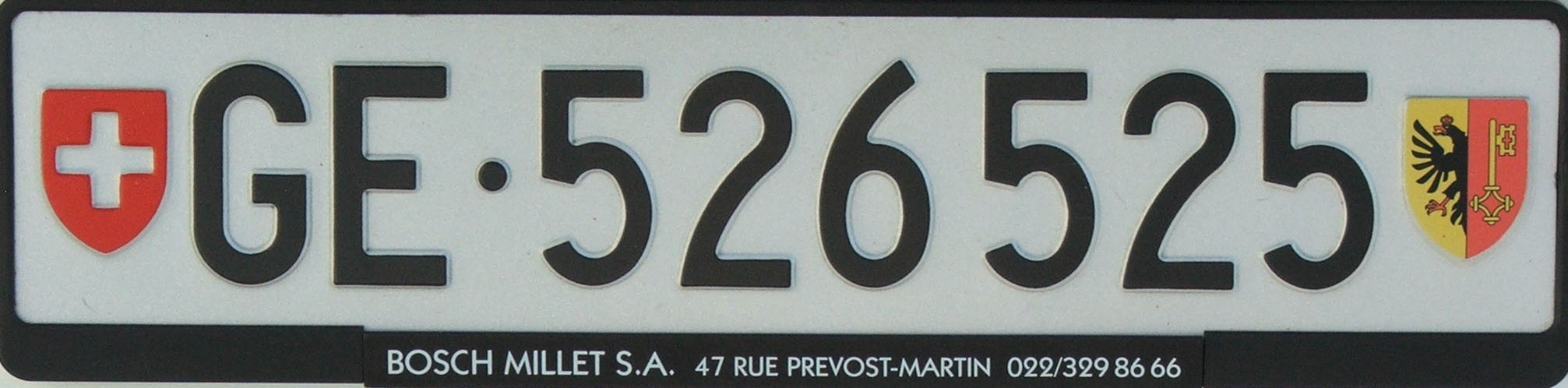
Ejemplo de matrícula trasera con el escudo nacional y el del cantón, aquí el de Ginebra.

Las matrículas de Suiza tienen un diseño rectangular. La placa trasera y delantera tienen el fondo blanco con caracteres negros. Las matrículas empiezan con dos letras, que representan al cantón, y números (sin ceros a la izquierda). En la placa trasera se muestra el escudo tanto de Suiza (a la izquierda) como del cantón (a la derecha). En la delantera no se muestran escudos, y la placa y los números son de menor tamaño.
El número se le atribuye a una persona, por lo que pueden existir varios vehículos con un mismo número (pero no ser utilizados simultáneamente: las placas son intercambiables) y se pueden conservar al cambiar de vehículo.

## Asia

### Israel

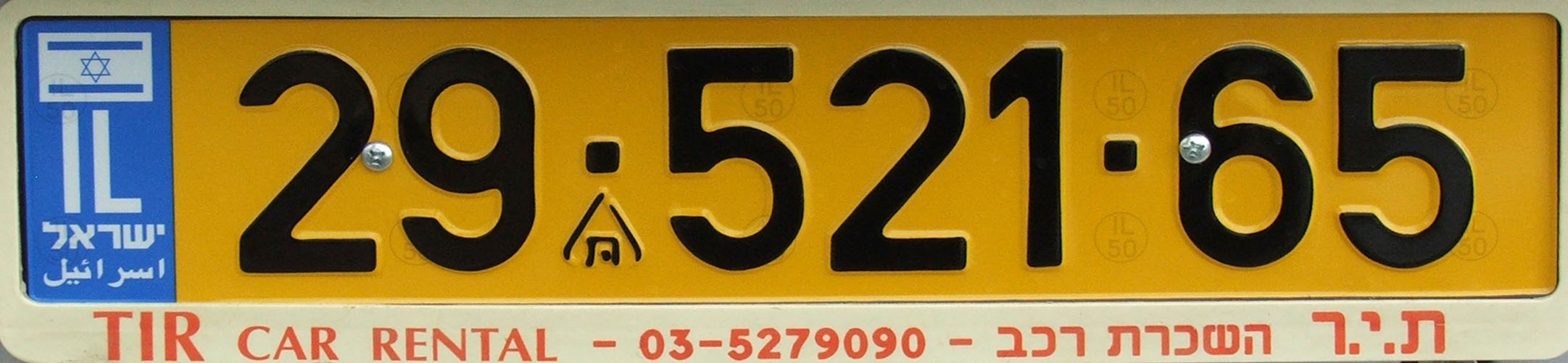
Matrícula automovilística de Israel.

Las matrículas automovilísticas tienen, como las de la Unión Europea, una banda azul a la izquierda con la bandera de Israel, la sigla internacional IL, así como el nombre del país escrito en hebreo y árabe. La matrícula propiamente dicha consiste en siete cifras en tres grupos separados por puntos. Después de los dos primeros dígitos se encuentra el símbolo, dentro de un compás, del instituto israelí de normalización.

### Japón

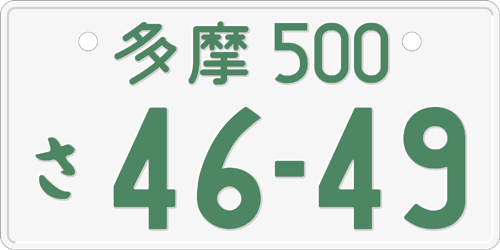
Matrícula para vehículos de menos de 250cm³.

Las placas japonesas tienen una forma rectangular, en la que los caracteres de la parte superior son una serie de letras japonesas que representan a la prefectura y el tipo de vehículo de que se trata.
En la parte inferior se muestra una serie de números, separados dos a dos por un guion, que identifican a un único vehículo y que conservará hasta el final de su vida útil.

### Singapur

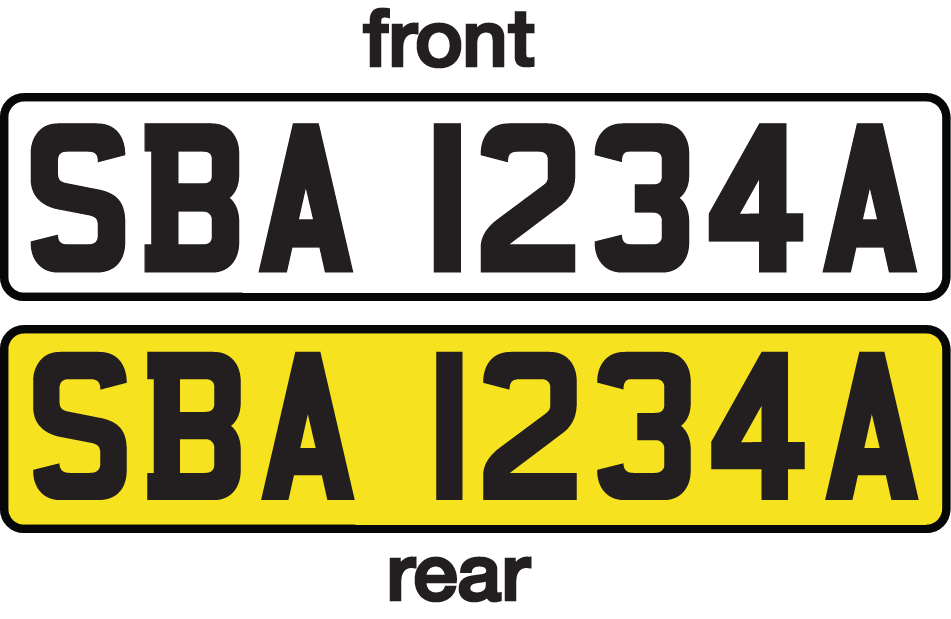
Negro sobre blanco (frontal) y negro sobre amarillo (trasera) con esquema de matrícula

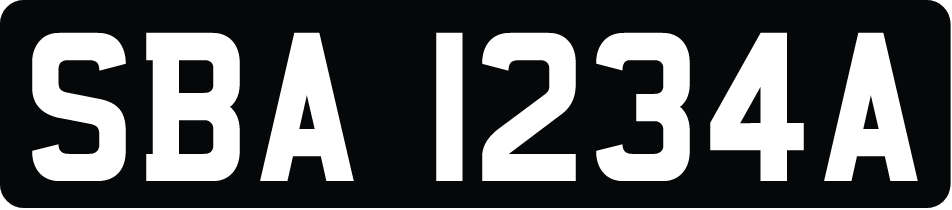
Un blanco sobre negro con esquema de matrícula

En general, todos los vehículos de motor en Singapur tienen un número de registro del vehículo. Dos combinaciones de colores están en uso: el negro sobre blanco (parte delantera del vehículo) y el esquema negro sobre amarillo (parte posterior), o el esquema blanco sobre negro más popular. El número de matrícula tiene que estar hecho de plástico o metal reflectante con caracteres de color negro (para blanco-amarillo), o blanco o plata (para las negras). No se utiliza ningún tipo de letra estándar, aunque todos se basan en el de la matrícula Charles Wright utilizado en el Reino Unido. Las variantes más delgadas suelen llevarlas los autobuses de SBS Transit, taxis y vehículos de mercancías. En raras ocasiones, se puede ver la fuente FE-Schrift utilizada en Alemania - a pesar de que su uso está prohibido por la Land Transport Authority (LTA).
Un número típico de registro de vehículo es el de formato "SBA 1234 A":
- S - Clase de vehículo ("S", con algunas excepciones, es sinónimo de un vehículo particular desde 1984)
- BA - Serie alfabética ("I" y "O" no se utilizan para evitar la confusión con "1" y "0")
- 1234 - Serie numérica
- A - Suma de comprobación de letra ( "F", "I", "N", "O", "Q", "V" y "W" Nunca se usan como cartas de suma de control; ausente en las placas de los vehículos especiales del gobierno y las placas de los procesos del vehículo).

### Estados no reconocidos

#### Abjasia

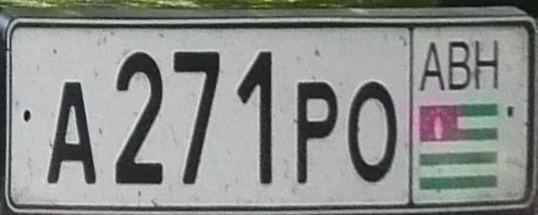
Matrícula de Abjasia.

Abjasia, independiente de facto de Georgia, emite su propio sistema de matriculación, el cual está prohibido entrar en Georgia, y viceversa.
Las placas de Abjasia tienen la bandera del país en la parte derecha de la placa con la abreviatura "ABH" encima de ella.
La policía tiene su propio sistema, al igual que los remolques. Las placas diplomáticas tienen cierta semejanza con las rusas, ya que son de color rojo al igual que las del país vecino.

#### Osetia del Sur

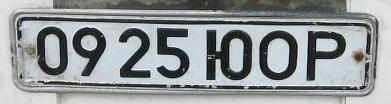
Matrícula de Osetia del Sur.

Osetia del Sur, independiente de facto de Georgia, emite su propia matrícula para los vehículos matriculados en el territorio que controla, en el cual está prohibido entrar en Georgia, y viceversa.
El diseño de las placas se basa en el diseño estándar soviético de 4 dígitos seguidas de letras cirílicas, teniendo un máximo de 9.999 combinaciones posibles. Las placas son de fondo blanco con caracteres negros.

## Códigos internacionales

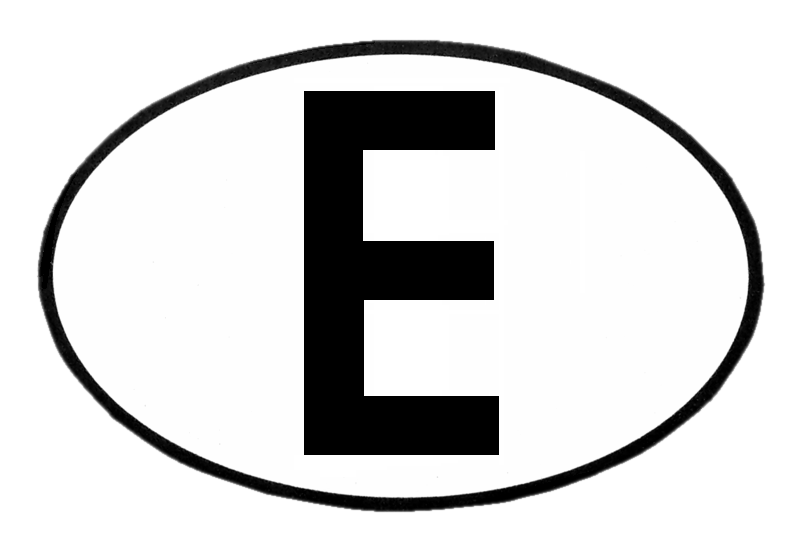
Ejemplo de la placa o etiqueta ovalada de color blanco representando a España

A nivel internacional, las placas de matrícula de los distintos países se distinguen por un código de país de una matrícula suplementaria. Este designador del país se muestra en letras mayúsculas de bloque sobre una pequeña placa ovalada o etiqueta engomada de color blanco que se coloca en la parte trasera del vehículo cerca de la placa de matrícula.
La asignación de códigos es mantenida por las Naciones Unidas como los Signos distintivos de los vehículos en circulación internacional, siendo autorizado por los Convenios de Ginebra de la Organización de las Naciones Unidas (ONU) sobre circulación por carretera en 1949; y la Convención de Viena sobre Circulación Vial de 1968. Muchos, pero no todos, los códigos de vehículos creados desde la adopción de la norma ISO 3166 coinciden con uno u otro de los códigos de dos o tres letras de la ISO.